# Brie-Comte-Robert
Brie-Comte-Robert este o comună franceză, situată în departamentul Seine-et-Marne, în regiunea Île-de-France. Capitală istorică a regiunii Brie, comuna este situată pe marginea platoului Brie.

## Geografie

### Localizare
Brie-Comte-Robert este o comună situată în regiunea Île-de-France, la sud-est de Paris și în vestul departamentului Seine-et-Marne, la 17,1 kilometri nord de Melun, la 15,8 kilometri sud-est de Créteil și la 27,1 kilometri sud-est de Paris.
Comuna se învecinează cu un departament din mica coroană: Val-de-Marne, prin comuna Périgny, și cu un alt departament din marea coroană: Essonne, prin comuna Varennes-Jarcy. Ea este situată într-o zonă strategică din punct de vedere economic datorită proximității față de Paris și celor două aeroporturi conectate la RN 104 (Aeroportul Paris–Orly și Aeroportul Internațional Paris–Charles de Gaulle).

### Comune limitrofe
| Servon                 | Férolles-Attilly | Chevry-Cossigny      |
| Périgny Val-de-Marne   |                  | Grisy-Suisnes        |
| Varennes-Jarcy Essonne | Combs-la-Ville   | Évry-Grégy-sur-Yerre |

### Geologie și relief

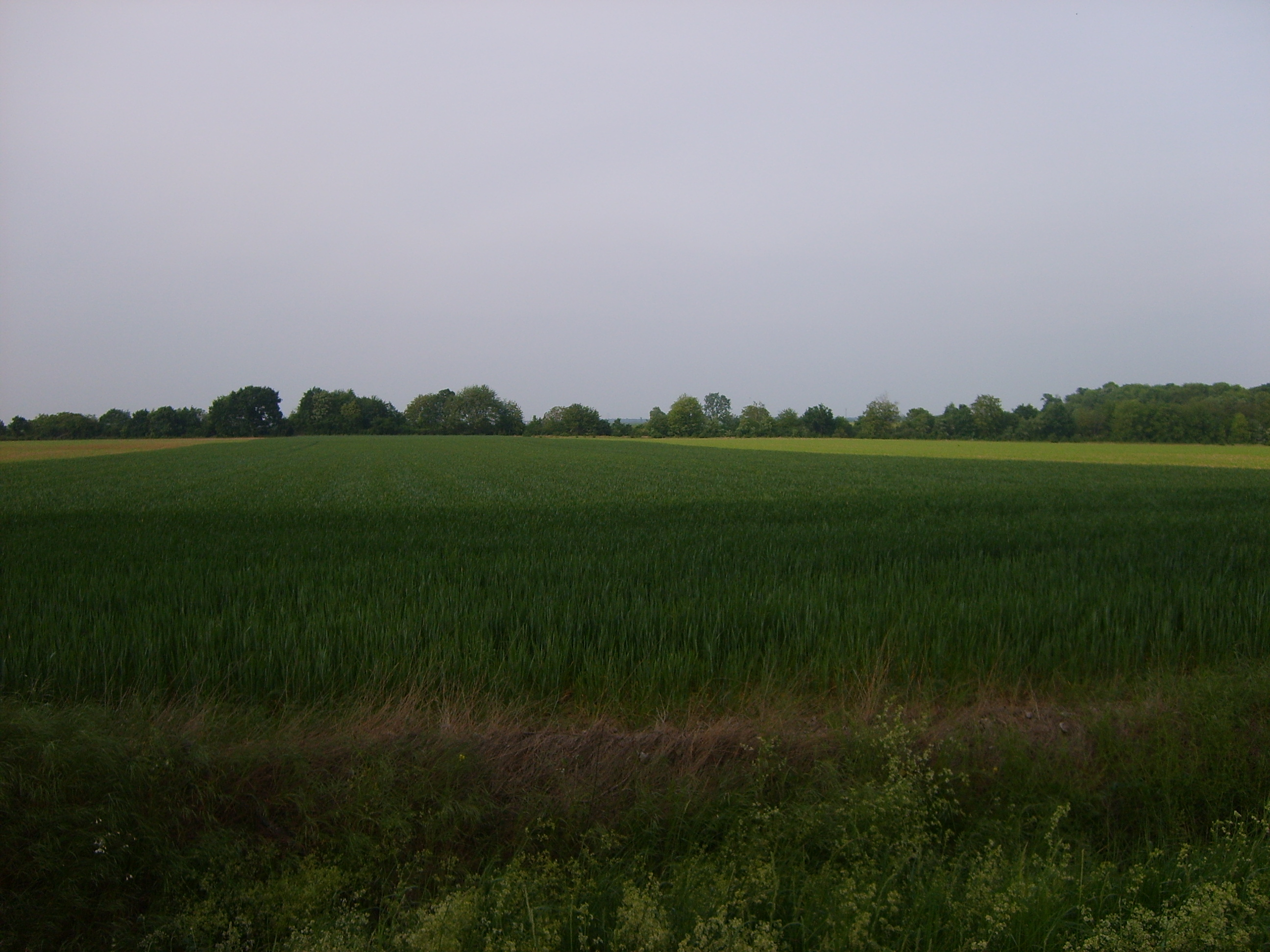
Câmpie agricolă.

Suprafața teritoriului comunei Brie-Comte-Robert este de 1 993 de hectare la 1 ianuarie 2015, în timp ce suprafața medie a unei comune din Franța metropolitană este de 1 510,2 hectare. Altitudinea variază între 47 și 104 metri. O mare parte a teritoriului este acoperită de limon. Aceste depuneri acoperă platourile din partea superioară a sitului. Eroziunea râului Yerres și a afluenților săi a dus la expunerea rocilor și nisipurilor în zone vaste. Aceste roci sunt în principal marne, calcare și silexuri din Brie — datând din Sannoisian (Oligocen) — fundația istorică a așezării comunei, și nisipuri și gresii din Fontainebleau — datând din Rupelian (Oligocen) — mai rare și localizate în vestul teritoriului. Fundul văilor este compus din marne verzi care se sprijină pe argile cu Cyrena, marne supragipsice, calcar și travertin din Champigny.

### Hidrografie și hidrologie
Comuna Brie-Comte-Robert este mărginită la sud de râul Yerres, de 98,23 km (care curge de la est la vest), afluent al Senei, și la sud-est de pârâul Barbançonne, lung de 12,10 km (care curge de la nord la sud), afluent pe malul drept al râului Yerres. Valea râului Yerres și peisajele sale sunt în curs de clasare conform legii peisajului din 1930, cea mai înaltă formă de protecție a patrimoniului natural. Clasarea include două parcele ale comunei din cele trei incluse în proiect. Prima se referă la Brie-Comte-Robert și Combs-la-Ville, printr-un decret publicat în jurnalul oficial la sfârșitul anului 2005, iar a doua între Brie-Comte-Robert și izvorul râului Yerres.
O rețea de pâraie secundare curge pe teritoriul comunei: pârâul Cornillot, de 6,85 km, și pârâul Tubœuf, care îl continuă, împreună cu cei doi afluenți ai săi: pârâul Prés le Roi, de 2,20 km, și pârâul Prés de Forcilles, de 1,02 km.Fonds de Brie, de 1,35 km, confluează cu pârâul Prés de Forcilles.
Pârâul Tubœuf este situat la nord de centrul orașului și este parțial vizibil pe câțiva metri. Pârâul Cornillot provine din șanțurile castelului, însă nu este vizibil în partea urbanizată a comunei și se varsă în râul Yerres.
Există, de asemenea, pârâul Rigaude, afluent al râului Yerres, care se întinde pe 1,78 km și traversează locul numit Villemeneux.Noyer aux Perdrix se întinde pe 1,39 km.
Există mai multe puncte de apă, inclusiv unul în parcul François-Mitterrand și altul în zona industrială (situat între aleea Ormeteaux, drumul către Férolles și aleea trenului des Roses).

### Clima

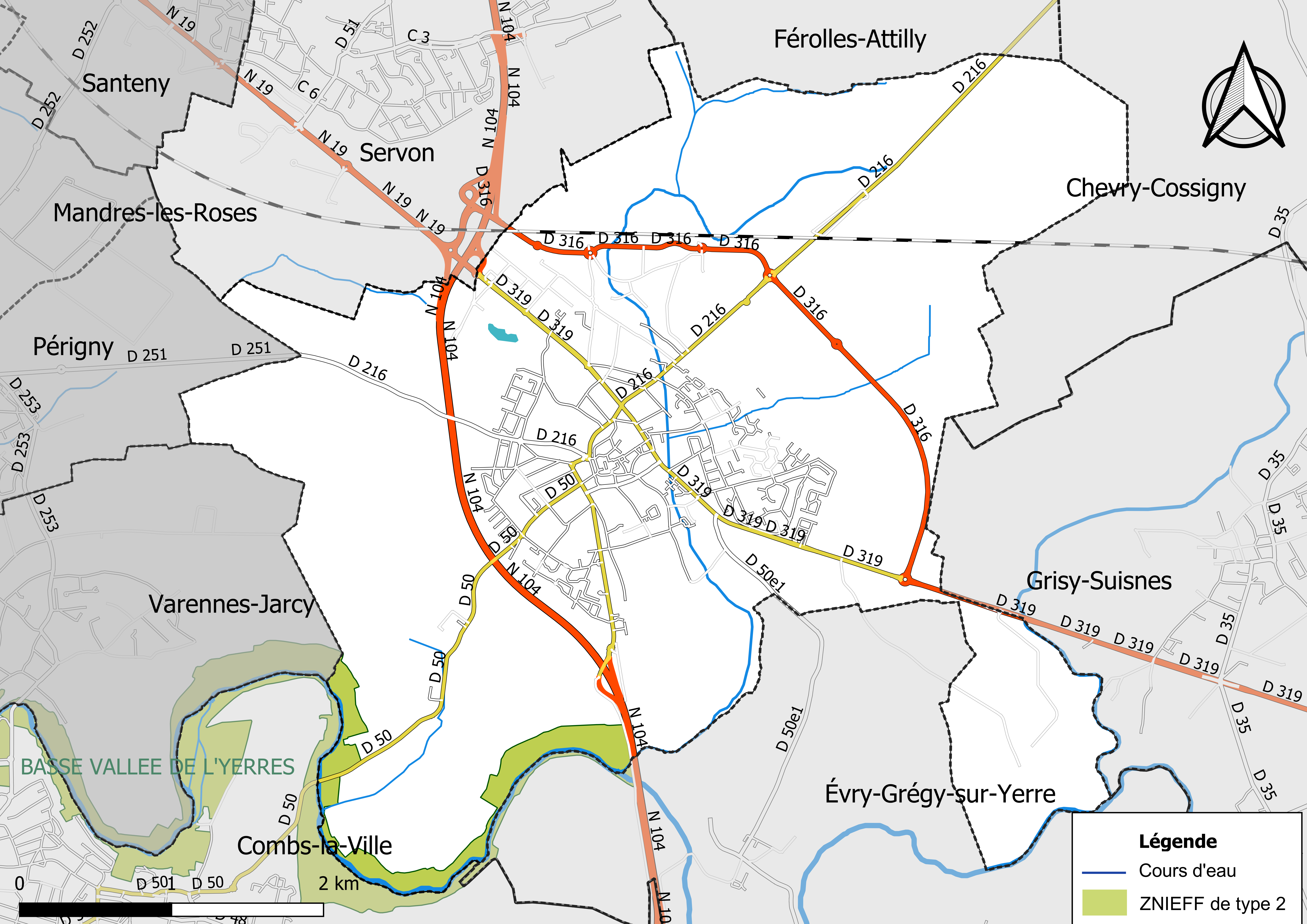
Harta ZNIEFF de tip 2 localizate în comuna Brie-Comte-Robert.

În 2010, clima comunei este de tipul climatului oceanic degradat al câmpiilor din Centru și Nord, conform unui studiu al Centrului Național de Cercetare Științifică (CNRS) pe baza unui set de date care acoperă perioada 1971-2000 bazat pe o serie de date din perioada 1971-2000. În 2020, Météo-France a publicat o tipologie a climatului pentru Franța metropolitană, în care comuna este expusă unui climat oceanic și se află în regiunea climatică Sud-vest a bazinului Parisian, caracterizată printr-o ploaie redusă, în special primăvara (120-150 mm) și o iarnă rece (3,5 °C).
Pentru perioada 1971-2000, temperatura anuală medie este de 11,2 °C, cu o amplitudine termică anuală de 15,4 °C. Cumulul anual mediu de precipitații este de 682 mm, cu 10,7 zile de precipitații în ianuarie și 7,8 zile în iulie. Pentru perioada 1991-2020, temperatura medie anuală observată la stația meteorologică Météo-France cea mai apropiată, situată în comuna Mandres-les-Roses la 5 km distanță, este de 11,6 °C, iar cumulul anual mediu de precipitații este de 594,8 mm.

### Mediile naturale și biodiversitatea
Inventarul zonelor naturale de interes ecologic, faunistic și floristic (ZNIEFF) are ca obiectiv realizarea unei acoperiri a zonelor cele mai interesante din punct de vedere ecologic, în principal cu scopul de a îmbunătăți cunoașterea patrimoniului natural național și de a oferi diferiților factori de decizie un instrument de ajutor pentru luarea în considerare a mediului în amenajarea teritoriului.
Teritoriul comunei Brie-Comte-Robert include o zonă ZNIEFF de tip 2, „Valea joasă a râului Yerres” (669,56 ha), care acoperă 15 comune, dintre care 3 în Seine-et-Marne, 8 în Essonne și 4 în Val-de-Marne.

## Urbanism

### Tipologie
La 1 ianuarie 2024, Brie-Comte-Robert este clasificată ca centru urban intermediar, conform noii grile comunale de densitate în șapte niveluri definite de INSEE (Institutul Național de Statistică și Studii Economice) în 2022. Aceasta aparține unității urbane Brie-Comte-Robert, o unitate urbană monocomunală care constituie un oraș izolat. În plus, comuna face parte din aria metropolitană a Parisului, fiind una dintre comunele de la periferie, această zonă reunind 1.929 de comune.

### Utilizarea terenurilor
Zonă de locuințe
     Zonă de activități economice
     Păduri

Diferite spații ale comunei:
Zonă de locuințe
Zonă de activități economice
Păduri

În 2018, teritoriul comunei Brie-Comte-Robert era împărțit astfel: 68,2 % terenuri arabile, 15,1 % zone urbanizate, 11,6 % zone industriale comerciale și rețele de comunicații, 2,5 % păduri, 2 % mine, gropi de gunoi și șantiere și 0,6 % zone agricole eterogene.

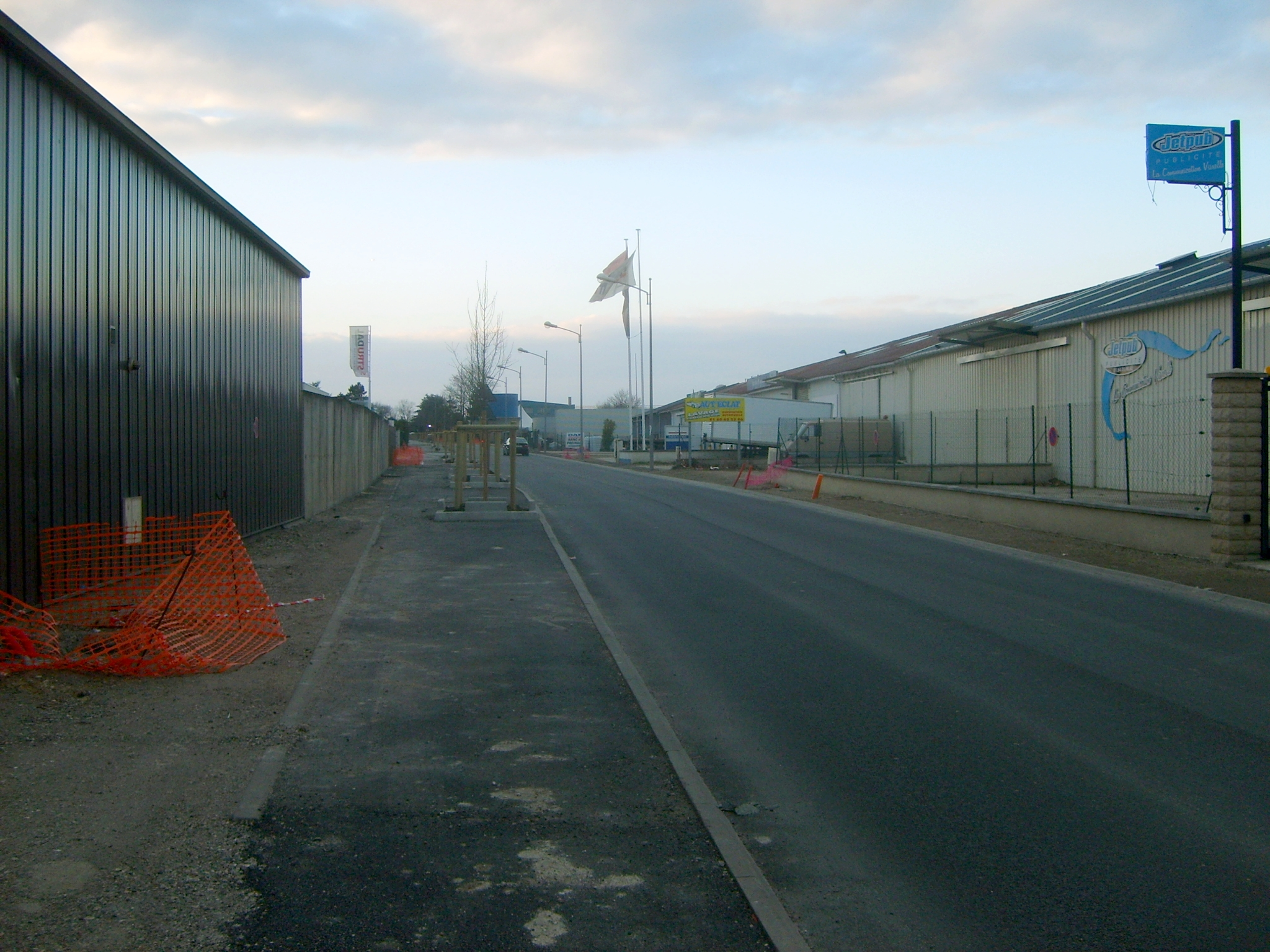
Renovarea zonei Tubœuf, fotografie realizată în februarie 2008.
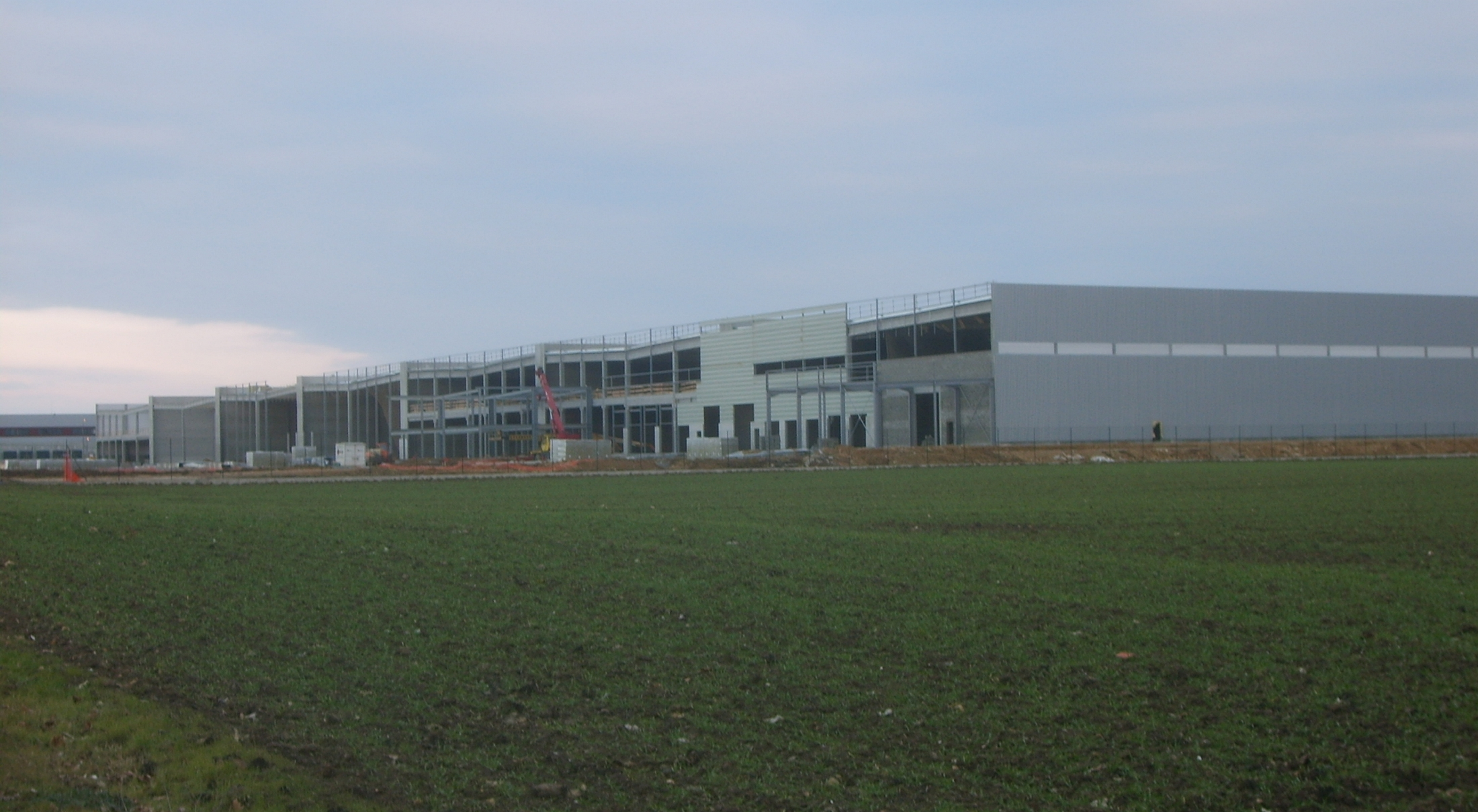
Plaine du Bois.
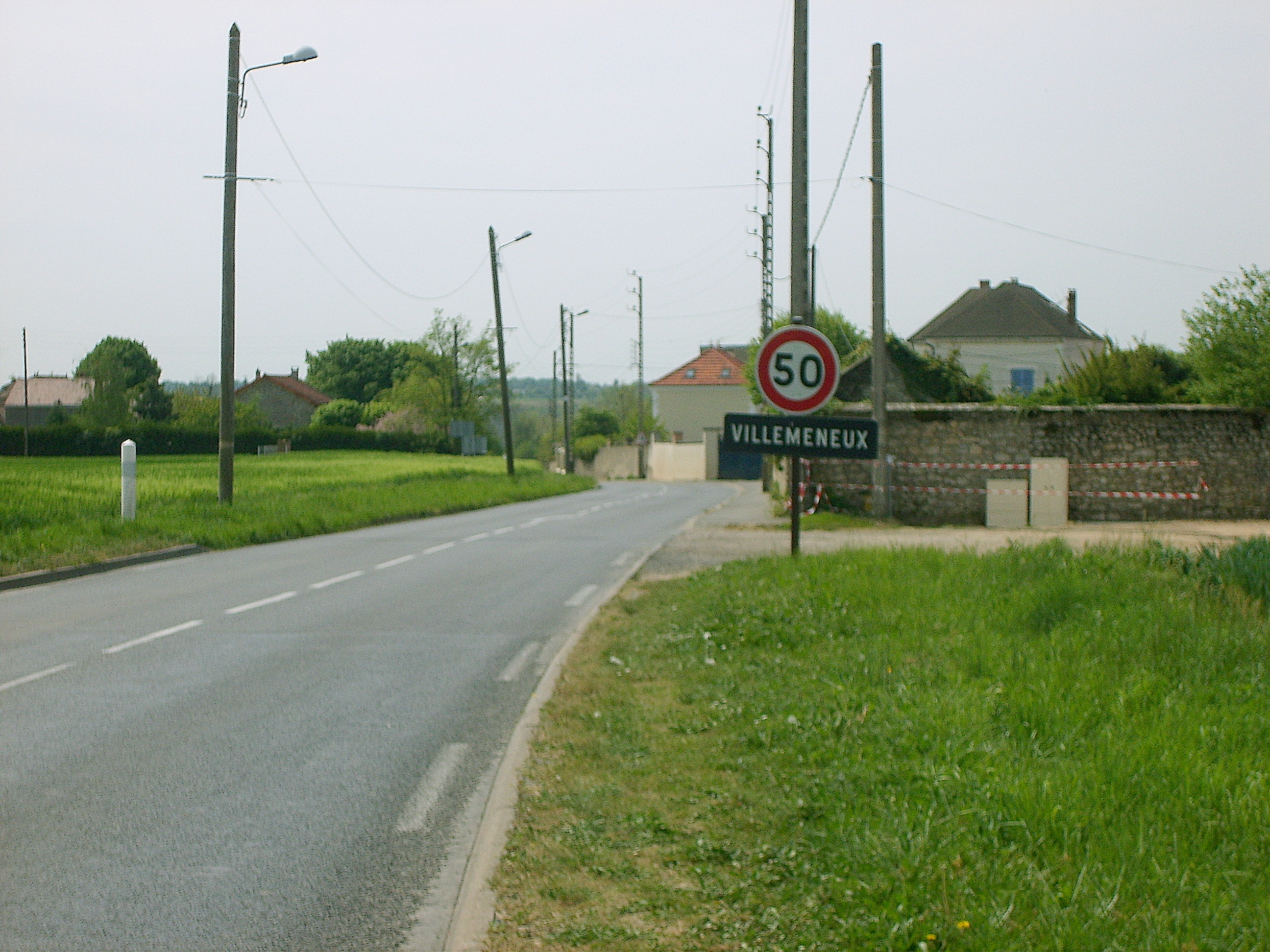
Intrarea în cătunul Villemeneux.
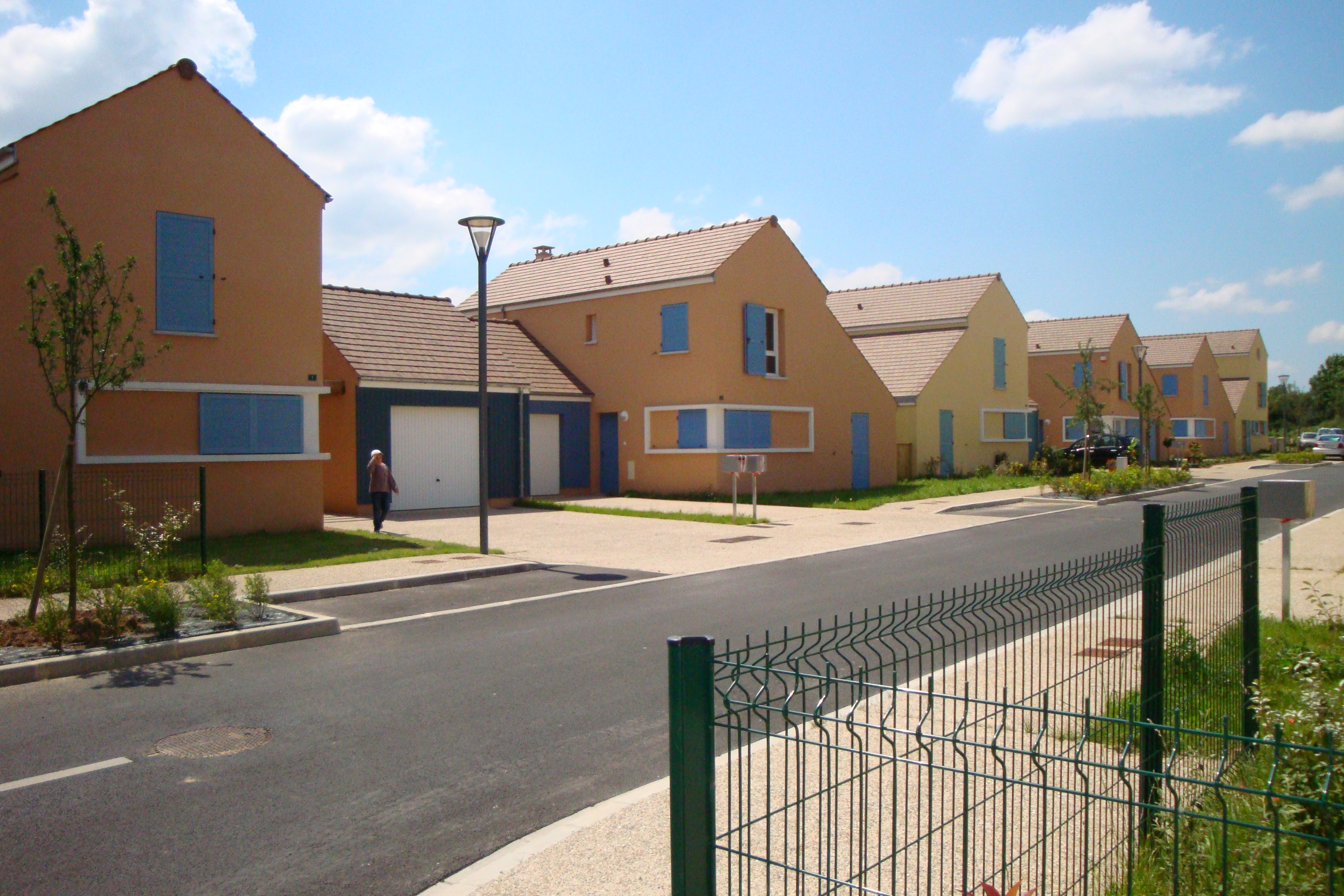
Zona rezidențială de la Planchette.
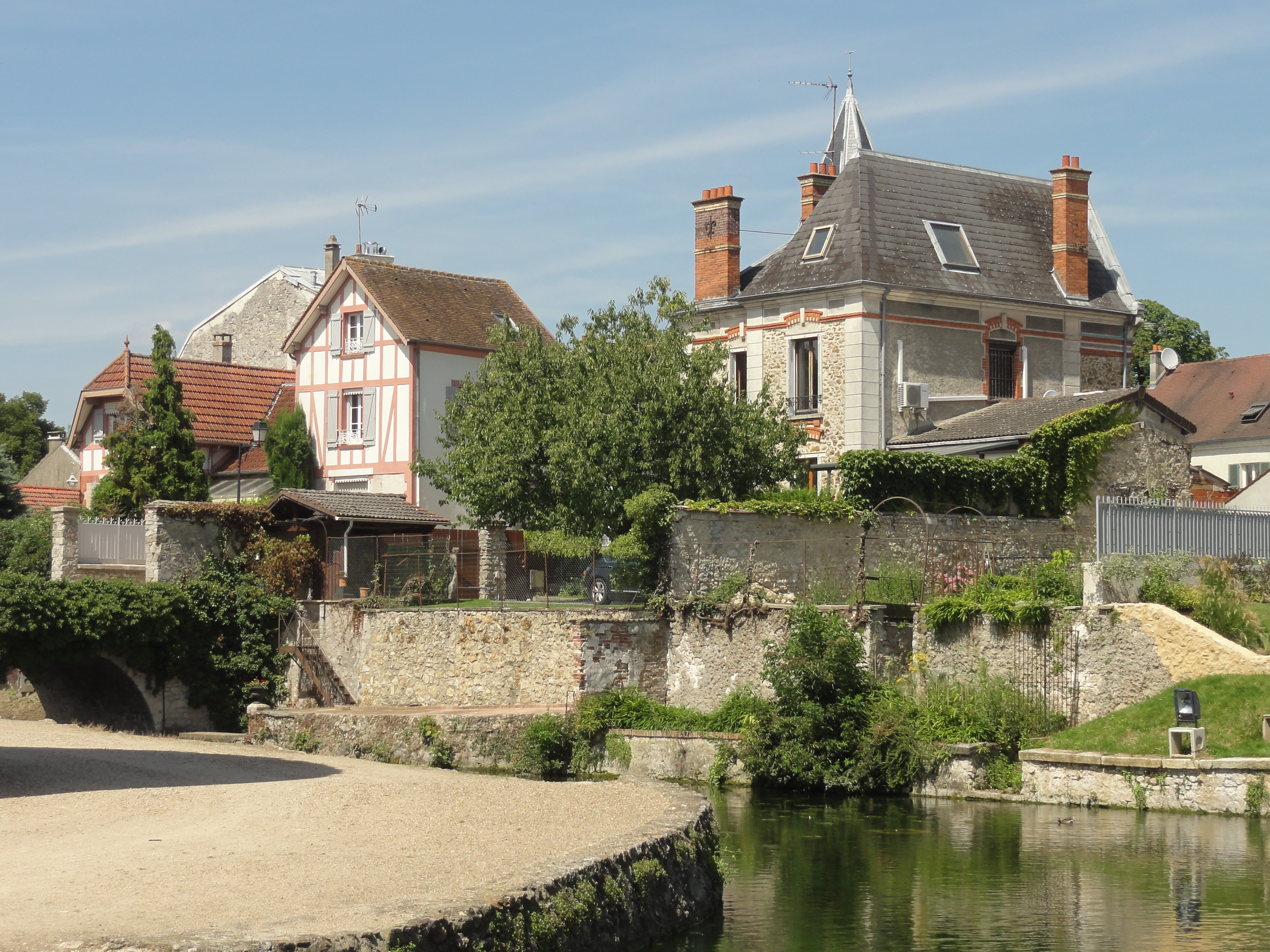
Case adiacente castelului.
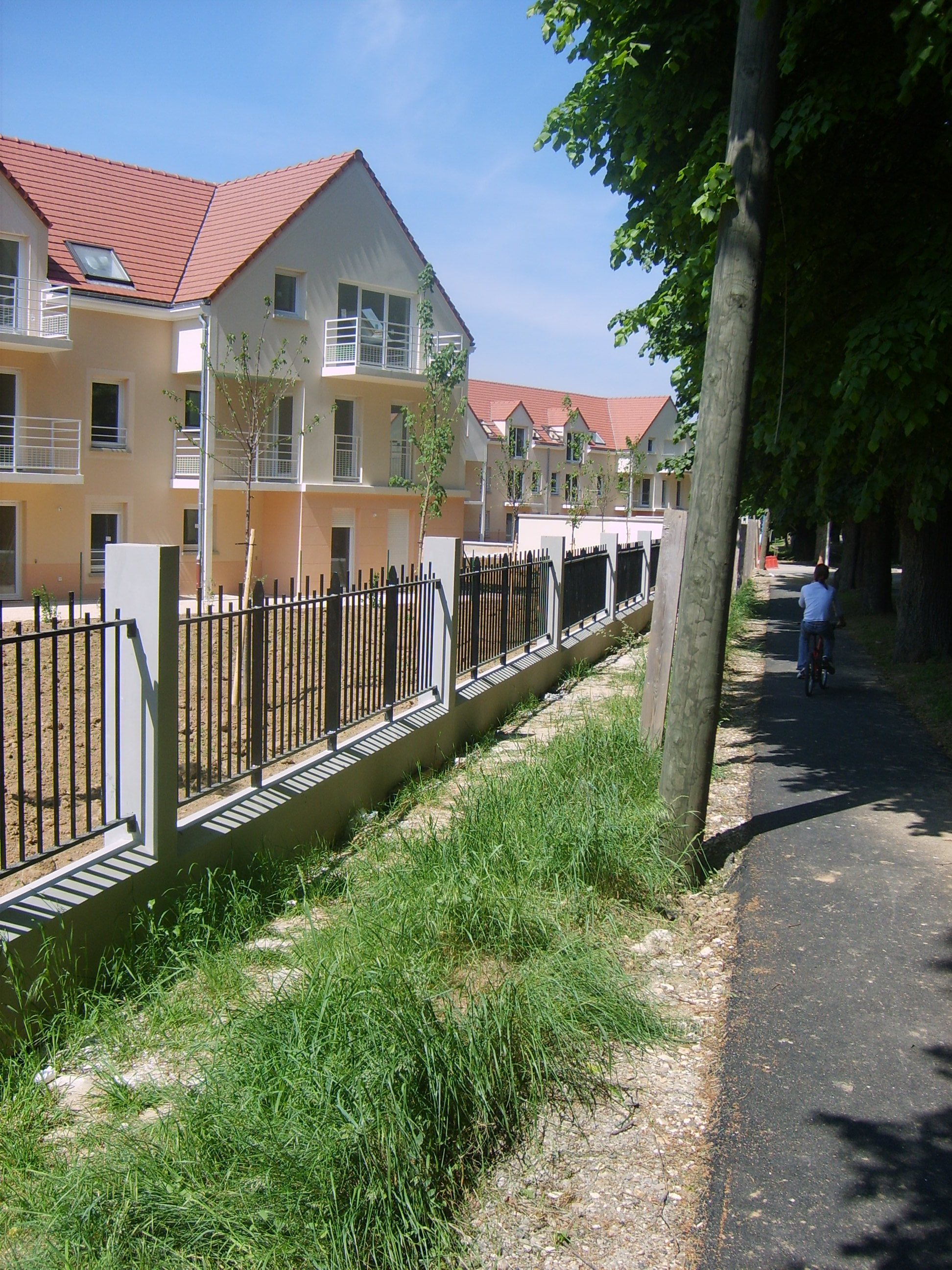
Zona rezidențială Portes de Brie.
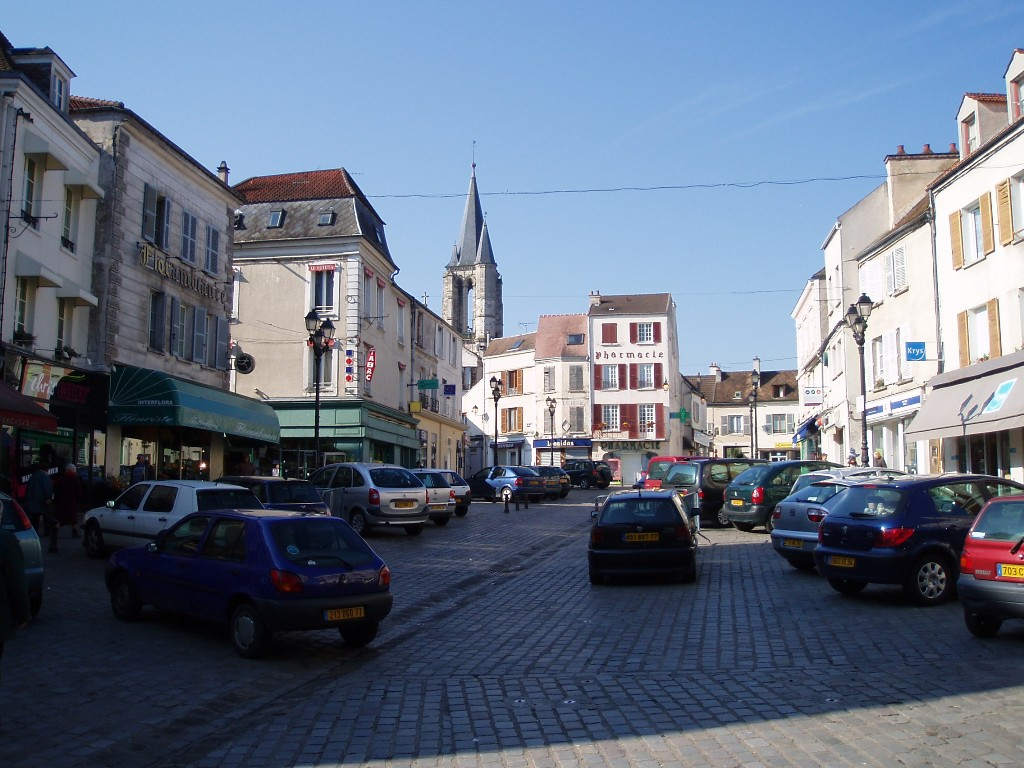
Place du Marché.
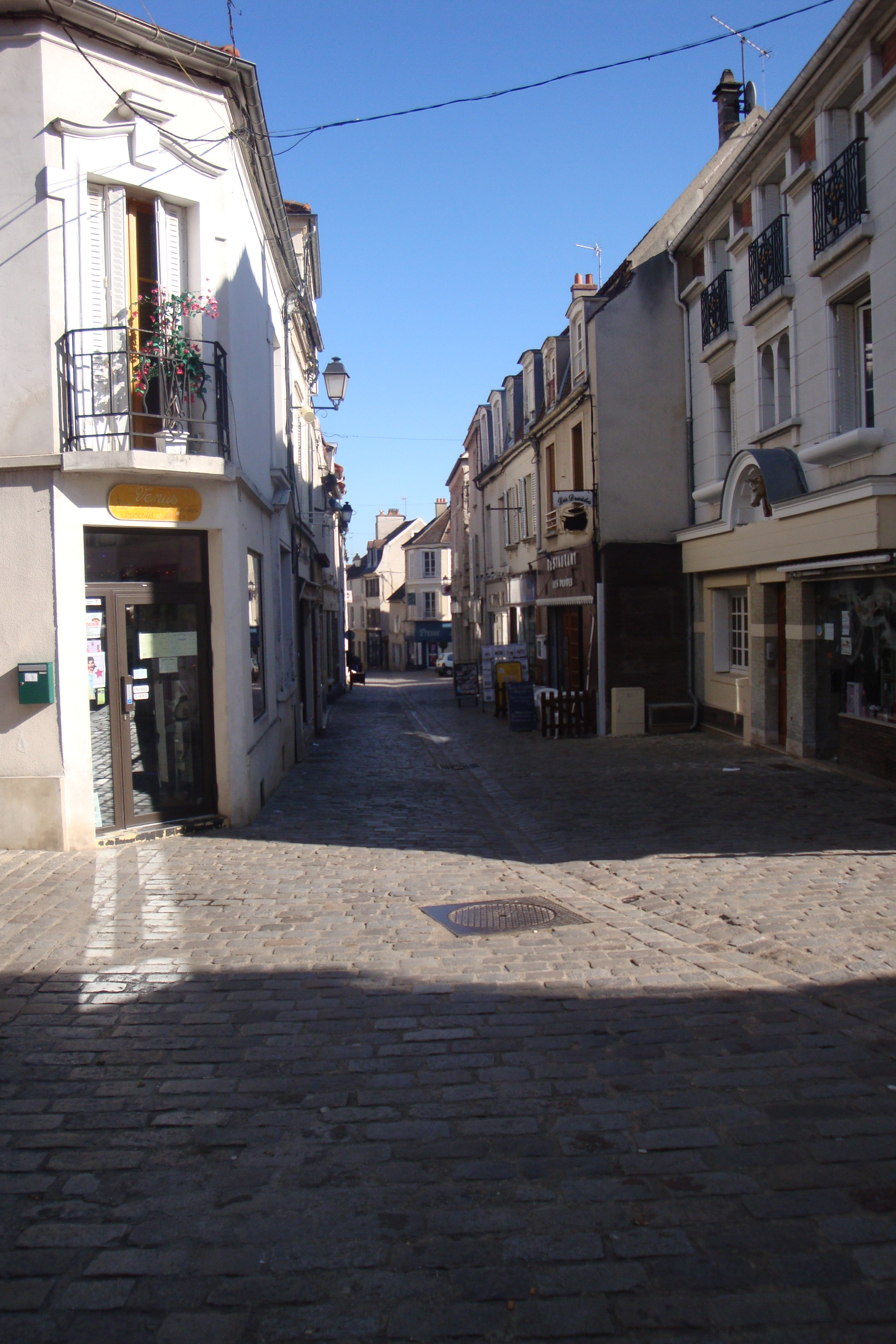
Rue de l’Église.

### Căi de comunicație și transport

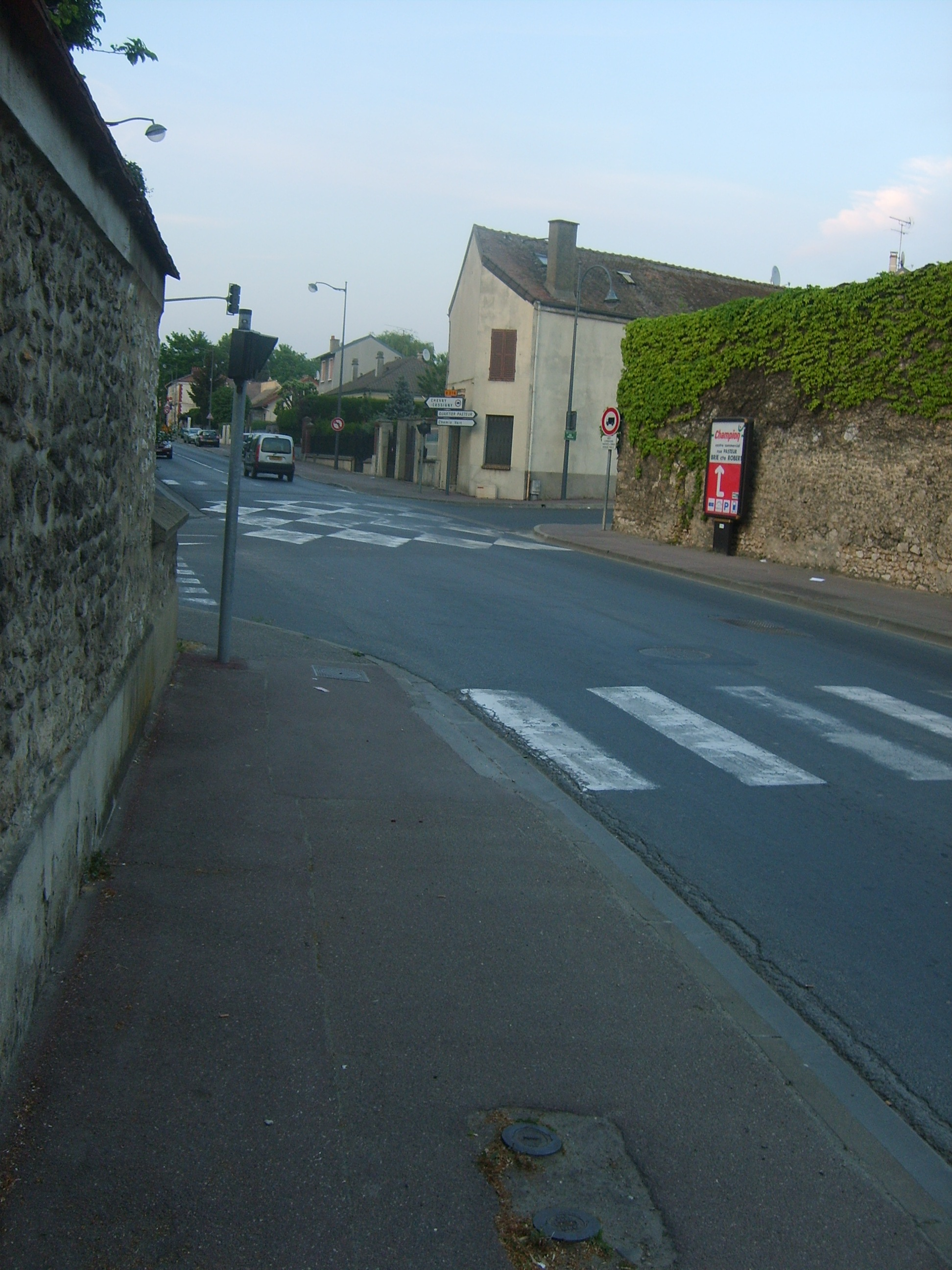
Strada Verdun, drumul departamental 216, în 2007.

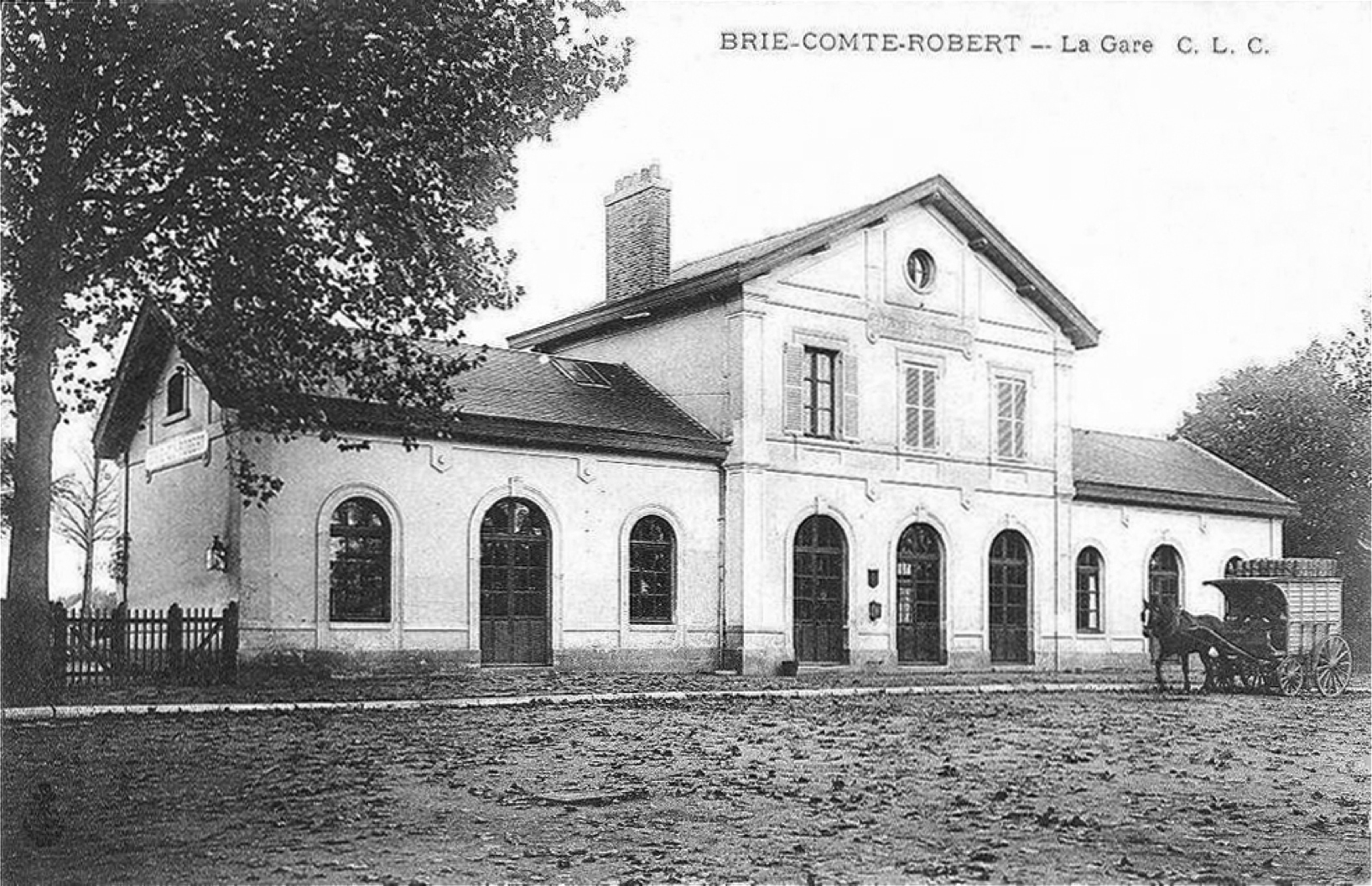
Gara din Brie, în jurul anului 1900.

Teritoriul comunei Brie-Comte-Robert este traversat de patru drumuri departamentale. D 319 (fostul drum național 19) este un traseu important care leagă Brie de Guignes; acesta traversează centrul comunei. De importanță mai mică, D 316 asigură ocolirea drumului D 319 pe la nordul comunei. Pornind din centrul localității Brie-Comte-Robert și de-a lungul jumătății teritoriului spre nord-est, D 216 permite accesul la comuna vecină Chevry-Cossigny și la comuna Mouroux. În final, D 50 leagă Arbonne-la-Forêt de centrul comunei Brie-Comte-Robert.
Teritoriul este, de asemenea, deservit indirect de RN 104 (ieșirea 22 de pe autostrăzile A4 și A10) datorită nodului rutier situat între Servon și comuna Brie-Comte-Robert. Teritoriul este deservit și de drumul național 19.
Brie-Comte-Robert a fost deservită mult timp de linia de Vincennes, prin intermediul gării Brie-Comte-Robert, care făcea legătura între gara Paris-Bastille și Verneuil-l'Étang. Astăzi, această linie a fost preluată până la Boissy-Saint-Léger de linia A a RER-ului, iar platforma care susținea linia de la Limeil-Brévannes la Brie-Comte-Robert a fost parțial reutilizată de LGV Interconnexion Est. Rămasă mult timp în stare de abandon, vechea gară Brie-Comte-Robert a fost restaurată și găzduiește în prezent sediul comunității de comune Orée de la Brie.

### Riscuri naturale și tehnologice
Comuna Brie-Comte-Robert face obiectul unui decret care descrie riscurile naturale previzibile, precum alunecările de teren, inundațiile și riscul seismic. Comuna este uneori afectată de dezastre naturale, cele mai importante fiind inundațiile și alunecările de teren. Cele mai recente fenomene datează din vara anului 2005, când teritoriul comunal a fost afectat de alunecări de teren cauzate de secetă și rehidratarea solurilor. Aceste mișcări de teren s-au produs de mai multe ori între 1992 și 2005. Alte dezastre naturale au fost înregistrate, precum inundațiile și scurgerile de noroi. Alte evenimente au avut loc între 5 și 7 august 1997, între 6 și 7 iulie 1987, pe 17 iunie 1986, între 8 și 10 aprilie 1983, între 8 și 31 decembrie 1982 și în timpul furtunii din decembrie 1999.

## Toponimie

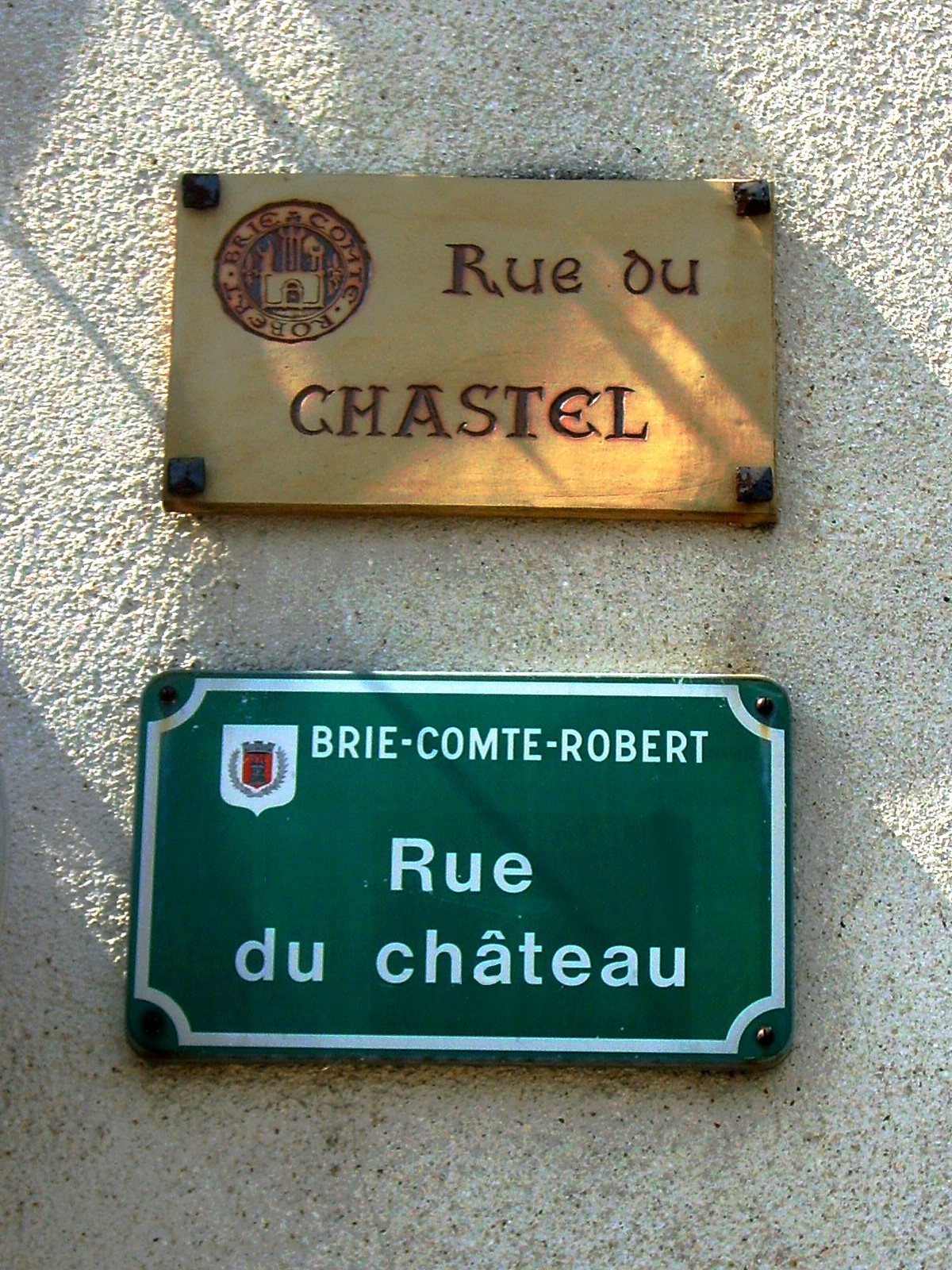
Nume de străzi, în centrul orașului.

### Atestări vechi
Numele orașului este atestat pentru prima dată sub forma [in] Bradeia în secolul al III-lea, [in pago] Briegio în anul 632, apoi Braia, nume menționat în jurul anului 1142, când regele Ludovic al VI-lea a dorit să achiziționeze pământul Brie de la episcopul Parisului; Braya în 1207; Braye în 1284, Breye în 1287; Braeia în secolul al XIII-lea; Braie în 1328; Braya Roberti Comitis și Braye Conte Robert în 1333; Bry Comte Robert în 1678; Brye-Conte-Robert; Brie la Ville și Brie sur Hieres în 1793.

### Etimologie
Elementul „Brie” provine probabil din cuvântul galic bracu (menționat ca braco în glosare) care înseamnă „noroi”, urmat de un sufix -eia, ceea ce ar sugera sensul general de „[pământ] mlăștinos” sau „băltos”. Acest termen a dat naștere în vechea franceză cuvântului brai, cu același sens, utilizat în diferite dialecte pentru a desemna „teren umed”. Totuși, o altă explicație sugerează că acest toponim provine din cuvântul galic briga, care înseamnă „platou” sau „înălțime”.
Determinantul complementar „Comte-Robert” se referă la Robert I de Dreux, fondatorul și primul senior al localității Brie-Comte-Robert în secolul al XII-lea. El era fratele regelui Franței, Ludovic al VII-lea.
La 2 noiembrie 1792, adunarea cetățenilor a solicitat schimbarea numelui comunei, eliminând determinantul complementar „Comte Robert”, care a fost înlocuit cu [Brie]-la-Ville în 1792, apoi cu [Brie]-sur-Hyères în 1793. La 10 iunie 1814, comuna Brie-sur-Hyères a revenit la numele de Brie-Comte-Robert.

## Istorie

### Antichitate

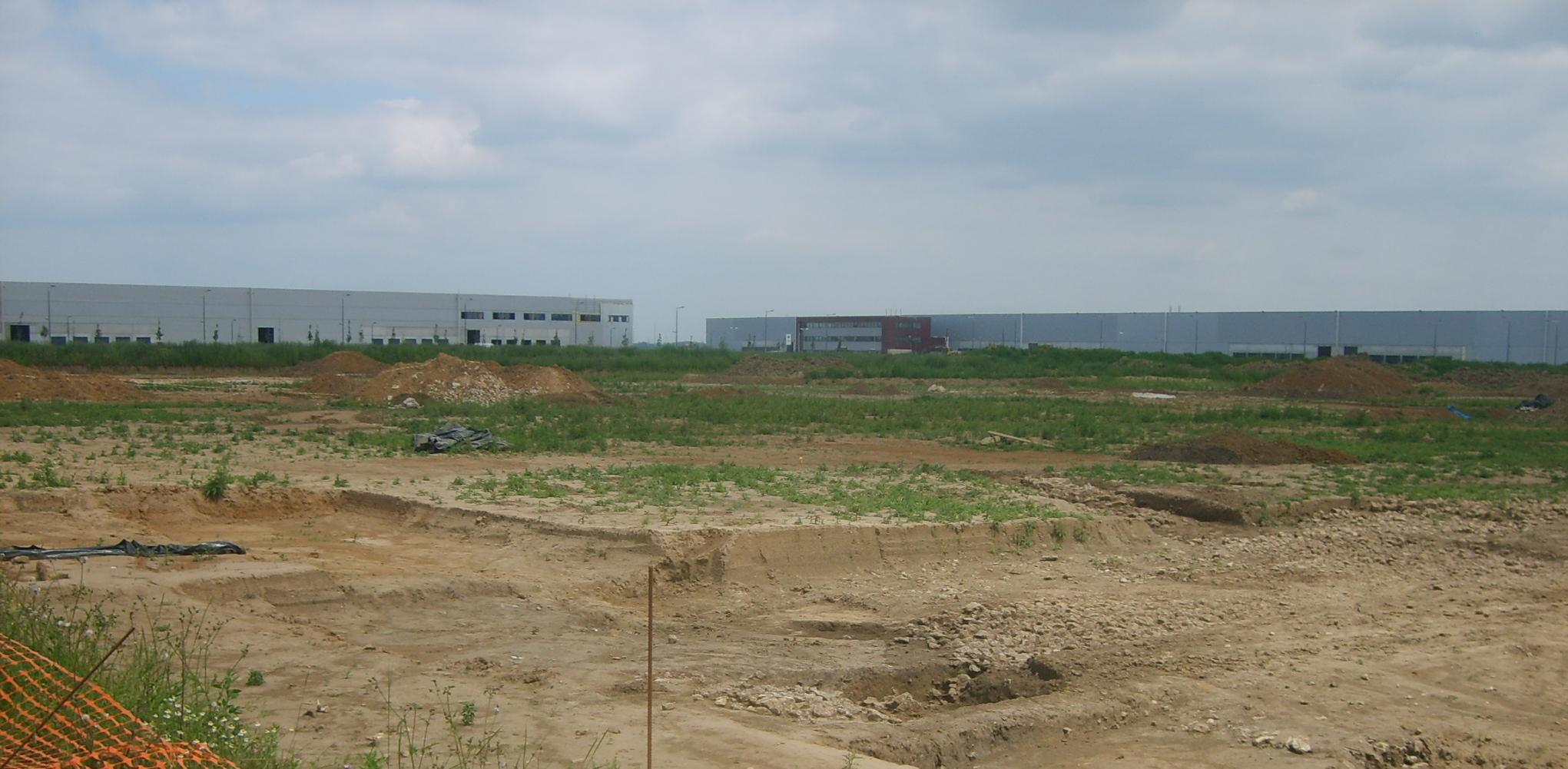
Cercetări arheologice.

În timpul lucrărilor de construcție a „zonei de activitate Midi de la Plaine”, au fost descoperite mai multe situri și urme de locuire datând din Preistorie până la sfârșitul Antichității, pe o suprafață de 34 de hectare. Au fost descrise două ansambluri distincte: două așezări rurale care au făcut obiectul unei săpături arheologice preventive, desfășurate între februarie și iunie 2008. Săpăturile au fost împărțite în două zone: prima, de 7 000 m², destinată studierii sitului protoistoric, și a doua, de 28 000 m², cuprinzând un ansamblu de structuri antice, delimitate la sud de un vechi ax de circulație.
Prima zonă este caracterizată de mai multe structuri goale. Acestea erau în principal structuri pentru depozitare. În zonă au fost găsite niște gropi de stâlp, dar în starea lor de conservare nu putem cunoaște utilizarea lor. Niciuna dintre clădiri nu a putut fi identificată, dar prezența a numeroase fragmente de știulete în anumite silozuri sugerează existența mai multor clădiri în apropiere. De asemenea, au fost descoperite cioburi de ceramică, monede, spirale de fus și oase de animale. Mobilierul ceramic și mai ales ceramica, care este destul de abundent reprezentată, ne permite datarea sitului la începutul celei de-a doua epoci a fierului.
A doua zonă prezintă numeroase structuri antice aparținând extremității sudice a unei așezări rurale, care se află de-a lungul unui vechi drum roman ce provine din estul comunelor Chevry-Cossigny și Presles-en-Brie și se îndreaptă spre nordul comunei Brie-Comte-Robert. În această a doua zonă, există mari clădiri pe fundații de piatră, un mic edificiu cu absidă, cu fundații din piatră, a cărui funcție rămâne nedeterminată, și cel puțin nouă clădiri pe stâlpi, cu utilizări foarte variate: locuințe, clădiri pentru meșteșuguri, pentru creșterea animalelor și pentru depozitare. Una dintre aceste construcții, realizată din materiale ușoare, este remarcabilă datorită formei și stării sale bune de conservare.

### Evul Mediu

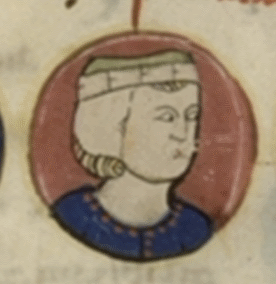
Portret al lui Robert al II-lea de Dreux.

Brie-Comte-Robert a fost vechea capitală a regiunii Brie. Orașul Brie-Comte-Robert era cunoscut anterior sub numele de Bradeia. Era un mic vicus (sat), unde se organiza un mare târg agricol. Satul era concentrat în jurul pieței sale, al micii biserici dedicate Fecioarei Maria (Notre-Dame) și al cimitirului său.
Pe la jumătatea secolului al XII-lea, orașul se numea Braia; regele Ludovic al VI-lea, care achiziționase cea mai mare parte a acestor terenuri, le-a oferit, înainte de moarte, fiului său mai mic, Robert, care a primit și comitatul Dreux. Robert I, conte de Dreux, a participat la a doua cruciadă împreună cu fratele său mai mare, Ludovic al VII-lea. Satul a devenit oraș în jurul anului 1153. Robert I de Dreux a murit în 1188, iar el a dat orașului numele -Comte-Robert.
Pentru a apăra orașul, Robert a construit un castel care, la începutul secolului al XIII-lea, a devenit una dintre cele mai bune fortărețe din regiune. Castelul era situat la nordul orașului, pe drumul spre Paris, și avea o incintă pătrată protejată de un șanț cu apă curgătoare, cu un turn rotund la fiecare colț. Un donjon pătrat apăra intrarea. Alte trei turnuri fortificau pătratul și erau conectate la primele. În ciuda titlului său regal, castelania a rămas, ca la început, sub influența episcopiei de Paris, față de care posesorii aveau obligația de credință și omagiu.
În 1147, contele Robert al II-lea de Dreux devine al doilea senior al Brie-Comte-Robert la moartea mamei sale, Agnès de Baudement. El a început construcția bisericii Saint-Étienne și a fondat, de asemenea, un spital (hôtel-Dieu) în 1207. A murit în 1218, iar a doua sa soție, Yolande de Coucy, în 1222. Brie a fost apoi deținută de Robert al III-lea de Dreux, numit Gasteblé (născut în 1185, mort în 1233, succesor al părinților săi, Robert I și Yolande de Coucy); apoi de Pierre I de Dreux-Bretagne (Pierre Mauclerc) (1187-1250), fratele mai mic al lui Robert III, de asemenea conte de Bretania prin căsătoria sa cu Alix de Thouars și însoțitor al lui Ludovic cel Sfânt la a șaptea cruciadă; a murit pe mare, iar pământurile din Brie au rămas în familia de Bretania:
- Fiul său, ducele Jean le Roux (aprox. 1218-1286), tatăl lui Alix (1243-1288; sora ducelui Jean II), s-a căsătorit în 1254 cu Jean de Châtillon, conte de Blois, din care s-a născut Jeanne (după 1254-1292; căsătorită fără urmași supraviețuitori cu Petru de Alençon). Verișoara sa, Blanche de Dreux-Bretagne (aprox. 1271-1328; fiica ducelui Jean II; soția lui Filip de Artois, senior de Conches și Mehun), a moștenit domeniile în 1288, apoi fiica acesteia, Margareta de Artois (1285-1311), s-a căsătorit cu Louis, conte de Évreux, fratele vitreg mai mic al regelui Filip al IV-lea cel Frumos.
- Marguerite d'Artois a murit în 1311, lăsând totul fiicei sale, Jeanne d'Évreux. Jeanne d'Évreux, una dintre principalele personalități din istoria comunei și nepoata regelui Filip al IV-lea cel Frumos, s-a căsătorit cu vărul său primar, regele Carol al IV-lea cel Frumos, pe 11 mai 1326, aducând satul ca zestre. Regele Carol a murit la vârsta de 34 de ani, în 1328. În perioada văduviei, regina Jeanne s-a retras în castelul din Brie și a construit acolo o reședință seniorială, unde a murit pe 4 martie 1371[49]. În timpul Războiului de 100 de Ani, regele Filip al VI-lea, vărul primar al Jeannei d'Évreux, s-a căsătorit în biserica Saint-Étienne, pe 29 ianuarie 1350, cu Blanche d'Évreux-Navarre, strănepoata lui Blanche de Dreux-Bretagne și nepoata reginei Jeanne.
- La moartea Jeannei d'Évreux, pe 4 martie 1371 la Brie, fiica sa, Blanche de France, i-a succedat. Văduvă fără copii a lui Filip de Valois, duce de Orléans, ea și-a transmis moștenirea lui Carol al V-lea, vărul său îndepărtat din dinastia Valois, nepotul lui Filip al VI-lea și nepotul lui Filip de Orléans. Cu toate acestea, ea a rămas în acele locuri până la moartea sa în 1393. Carol al VI-lea a moștenit bunurile de la tatăl său, Carol al V-lea, și le-a oferit ca apanaj fratelui său mai mic, Ludovic de Orléans.

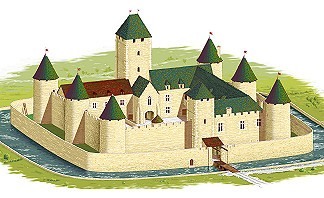
Castelul din Brie-Comte-Robert în secolul al XIV-lea.

După asasinarea lui Ludovic de Orléans în 1407, a izbucnit un război civil în Franța între Armagnaci, susținătorii casei de Orléans, și Burgunzi, aliați cu englezii. Domeniul Brie a revenit fiului lui Ludovic de Orléans, ducele și poetul Carol de Orléans, care a fost luat prizonier la bătălia de la Azincourt în 1415 de către regele Angliei, Henric al V-lea; Carol de Orléans a fost dus în captivitate în Anglia, unde a rămas timp de 25 de ani. Castelul Brie a trecut, în funcție de evoluția războiului, de la Burgunzi la regele Franței, de la soldații lui Filip cel Bun la englezi. Castelul Brie a fost ocupat pentru o vreme de Burgunzi (Ioan cel Neînfricat a trecut pe acolo în 1418). Orașul Brie a fost cucerit în 1422 și a fost oferit Isabelei de Bavaria, văduva lui Carol al VI-lea, în 1424. Orașul a căzut în mâinile englezilor pe 6 septembrie 1430 și a rămas sub stăpânirea lor până în 1434. Sub supravegherea engleză a lui Guillaume de Ferrière, orașul a fost cucerit de ducele de Bourbon.
După un asediu de două zile, contele de Stafford a cucerit orașul și castelul pe 5 septembrie 1439. Patru ani mai târziu, breșele au fost reparate, dar castelul a căzut în mâinile ducelui de Burgundia, acesta mituindu-l pe Guillaume de Ferrière, care fusese numit acolo căpitan al englezilor. Când viitorul Ludovic al XI-lea, pe atunci doar un Delfin revoltat împotriva tatălui său, Carol al VII-lea, a adunat în jurul său nobili din provinciile Brie și Champagne, aceștia au cucerit la rândul lor orașul Brie-Comte-Robert. Ulterior, monarhul a trebuit să recucerească orașul prin forță. Charles d'Orléans s-a întors din captivitate în 1440 și a reintrat în posesia Brie-Comte-Robert și a castelului său.

### Epoca modernă

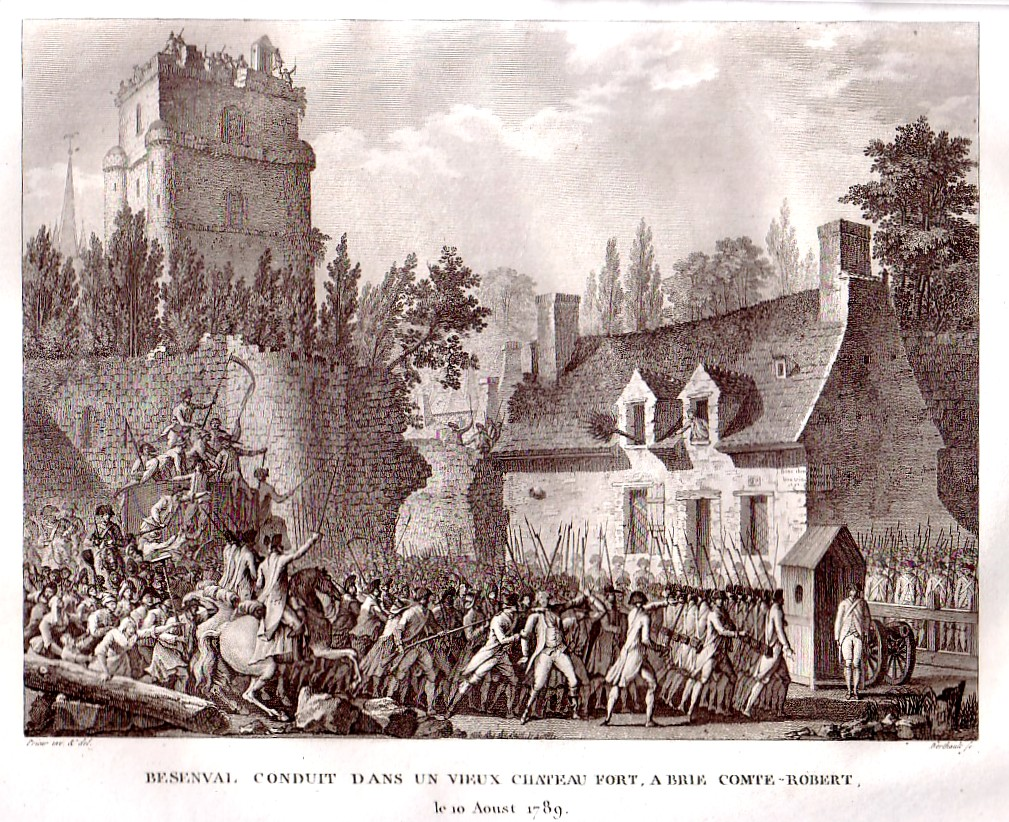
Încarcerarea lui Pierre Victor de Besenval.

Orașul a rămas în posesia familiei de Orléans până la domnia regelui Ludovic al XII-lea, fiul lui Carol de Orléans, și a ginerele său, Francisc I, care a urcat pe tron în 1515. Brie-Comte-Robert a fost apoi integrat în domeniile Coroanei, deși regele a încredințat orașul unor nobili „engagistes” (nobili cărora le era încredințată gestionarea domeniilor regale).
Astfel:
- Louis Poncher (decedat în 1521) primește domeniul Brie (deținând și Torcy, Moret, Crécy, Tournan, La Ferté), urmat de fiica sa, Anne Poncher, doamnă de Villemenon (la Servon) și de Lésigny, care se căsătorește cu Antoine II Bohier de Chenonceaux;
- 1528-1541: Amiralul Chabot (1492-1543), urmat de văduva sa Françoise de Longwy (nepoata lui Francisc I);
- 1543-1546: Mareșalul Jean Caraccioli de Melfi;
- 1547-1564: Jean-François II d'Acquaviva d'Aragon, duce de Atri (titlu purtat în Franța; strănepotul lui Andrea Matteo III, al 8-lea duce de Atri, și al Ioanei de Neapole, fiica lui Ferdinand I de Neapole);
- 1564: Familia Gondi, prin Marie-Catherine de Pierrevive, soția lui Antoine Gondi, urmată de fiul lor mai mic, Charles, general de galere[n 16] și marchiz de La Tour;
- 1572/1574: René de Villequier, om de încredere al lui Henric al III-lea, urmat de fiica sa, Charlotte-Catherine, soția lui Jacques d'Aumont;
- 1600: Balthazar I Gobelin (din familia Gobelinilor; decedat în jurul anului 1620), trezorier general al Artileriei, trezorier al Epargne, secretar al regelui și consilier de stat, președinte al Camerei de Conturi, care l-a primit pe Ludovic al XIII-lea copil în 1609 și 1612;
- 1613: Familia Brûlart, prin Pierre Brûlart de Sillery și unchiul său Noël, cavaler al Sfântului Ioan de Ierusalim, ambii decedați în 1640;
- 1633/1640: Familia Bullion, prin superintendantul[n 17] Claude (1569-1640) și soția sa Angélique Faure (1593-1664), urmați de fiii lor;
- 1684: Familia de Mesmes, prin Jean-Jacques, conte de Avaux (1640-1688; președinte al Parlamentului de Paris și membru al Academiei Franceze, scaunul 4), fiul său Jean-Antoine (1661-1723; membru al Academiei Franceze, scaunul 22, Primul președinte al Parlamentului de Paris) și cele două fiice ale acestuia[51];
- 1734: Germain-Louis de Chauvelin (1685-1762), președinte al Parlamentului de Paris, păstrător al sigiliilor[n 18], marchiz de Grosbois, urmat de fiicele sale până în 1766.

După aceea, domeniul a revenit Coroanei, dar Ludovic al XV-lea a cedat Brie, schimbându-l cu un prinț descendent al lui Ludovic al XIV-lea, contele d'Eu.
O parte dintre locuitorii din Brie care au îmbrățișat protestantismul în secolul al XVI-lea au fost sprijiniți de fostul episcop de Troyes, Antoine Caraccioli, care s-a stabilit în castel pentru a-i ajuta. În 1563, prezența sa a atras soldații catolici trimiși împotriva hughenoților.
În 1649, orașul Brie-Comte-Robert a participat la Fronde, revolta poporului din Paris împotriva cardinalului Mazarin. Brie-Comte-Robert a fost ocupat de parizieni pentru a asigura aprovizionarea Parisului, care era blocat de Condé și cei 15.000 de soldați ai săi. La 27 februarie, 50 de case au fost arse, iar parizienii s-au refugiat în castel.
În 1766, Ludovic al XV-lea a făcut un schimb de terenuri cu vărul său Louis-Charles de Bourbon (conte de Eu și fost prinț suveran de Dombes; 1701-1775; fiul ducelui du Maine și nepotul lui Ludovic al XIV-lea), cedându-i domeniul Brie în schimbul unor terenuri din Versailles.

### Revoluția franceză și Imperiul
Pe 17 iulie 1789, baronul de Besenval (colonel al Gărzilor Elvețiene și comandant militar al regiunii Île-de-France) a fugit spre Elveția, dar a fost arestat de miliția din Villenauxe și închis la castelul din Brie între 11 august și 7 noiembrie. La acea vreme, seniorul din Brie era ducele de Penthièvre, Louis-Jean-Marie de Bourbon (1725-1793; fiul contelui de Toulouse), un alt nepot al lui Ludovic al XIV-lea și văr primar al contelui de Eu. După moartea sa, domeniile au trecut la fiica sa, Louise-Marie-Adélaïde, mama regelui Ludovic-Filip. Ea s-a căsătorit cu Philippe Égalité d'Orléans, care a fost ultimul senior de Brie-Comte-Robert. Cu toate acestea, el a păstrat castelul doar câteva luni, deoarece acesta a fost confiscat de Națiune și scos la vânzare în 1793 ca bun național. Philippe d'Orléans însuși a fost ghilotinat pe 6 noiembrie 1793.
Pe 26 octombrie 1793, a fost dat ordinul de a distruge toate simbolurile religioase (la răscrucile din oraș, în cimitir și pe biserici). Pe 2 decembrie 1793, crucea și cocoșul de pe biserica parohială, precum și crucea bisericii Minimes, au fost demontate și vândute. Pe 10 ianuarie 1794, steagul tricolor a fost așezat pe vârful clopotniței bisericii parohiale. În această perioadă, biserica a fost transformată într-un depozit de furaje.

### Epoca contemporană

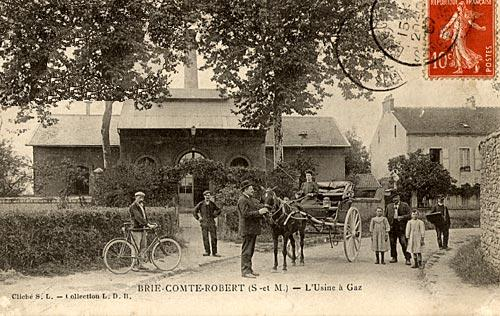
Uzina de gaz din Brie.

Orașul a cumpărat castelul în 1803, apoi l-a revândut zece ani mai târziu, în 1813. Pe 11 martie 1816, primarul din Brie-Comte-Robert (Valladon de la Grivelle) a fost informat despre o crimă: un bărbat într-un sac a fost găsit în apele șanțurilor, trupul său fiind separat de picioare, cap și coapse. Era corpul lui Pierre Gillet. Asasinul a fost identificat ca fiind Jean Ferrell, care a fost ghilotinat în comună pe 7 octombrie 1816.
Pe 2 ianuarie 1817, orașul a primit prima întreprindere industrială, care deținea o mașină pentru transformarea reziduurilor de cartofi în făină.
În 1835, primarul de atunci, Auguste-Laurent Dutfoy, a emis un regulament care reglementa circulația vehiculelor în centrul orașului, instituind sens unic în zilele de piață.
În timpul războiului franco-german din 1870, pe 6 noiembrie 1870, un balonul s-a înălțat de la uzina de gaz din La Villette, Paris, care era asediată de prusaci, și și-a încheiat călătoria, capturat de prusaci, la Brie-Comte-Robert, după ce a parcurs 36 de kilometri. La 25 mai 1866, a fost pusă prima piatră pentru construcția unei uzine de gaz în comună.
În timpul ocupației prusace, Clara Toussaint, o recepționeră de la oficiul poștal din Brie-Comte-Robert, s-a ocupat de transmiterea scrisorilor clandestine. Biroul său a fost percheziționat de mai multe ori de armata prusacă, care o bănuia că trimitea scrisori și telegrame fără autorizație. A fost denunțată de o angajată a unui cafenele numită „La Belle Jardinière”. Clara Toussaint a murit în 1899, iar un an mai târziu, societatea de Istorie și Arheologie a amplasat o placă de marmură pe fațada oficiului poștal din acea vreme, în memoria ei și a celor doi colegi ai săi.
Comuna a fost deservită între 1875 și 1939 de linia de Vincennes, care lega gara Paris-Bastille și Verneuil-l'Étang. Gara Brie-Comte-Robert era situată între gările Grisy-Suisnes și Santeny - Servon. Linia de Vincennes a fost preluată până la Boissy-Saint-Léger de linia RER A, iar platforma liniei de la Limeil-Brévannes la Brie-Comte-Robert a fost parțial reutilizată de LGV Sud-Est.

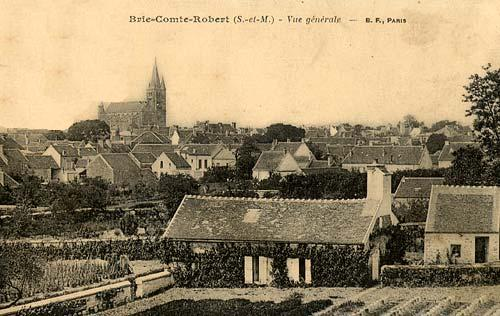
Brie-Comte-Robert, înainte de Primul Război Mondial.

De la înființarea sa în 1866 până în martie 1893, uzina de gaz a fost proprietatea unei societăți, însă după martie a fost cedată orașului, deoarece societatea nu mai putea asigura reparațiile majore necesare uzinei. De la martie 1893 până în decembrie 1917, uzina a fost administrată de o regie municipală, după care orașul a concesionat-o domnului Lagarde, care a operat uzina de gaz până la sfârșitul lunii decembrie 1935. Ulterior, orașul a fost alimentat de Compania Continentală cu gaz provenit din orașul Corbeil. Uzina de gaz din Brie-Comte-Robert a funcționat timp de 69 de ani, după care a fost demolată pentru a face loc Parcului Sportiv.
Odată cu sosirea căii ferate, linia de Vincennes a apropiat Brie-Comte-Robert de capitală, iar secolul al XIX-lea a marcat o perioadă de prosperitate pentru oraș. În ultimii ani, noi întreprinderi s-au stabilit aici. În 1879, un proprietar privat a demolat ceea ce mai rămăsese din turnul Saint-Jean pentru a construi o casă. Comuna a răscumpărat castelul în 1923 și l-a clasat monument istoric în 1925. Din 1982, municipalitatea a inițiat un program de restaurare a sitului, care include și lucrările de șantier arheologic.
Între 1966 și 1974, fostul constructor de automobile Chappe et Gessalin și-a avut sediul social la Brie-Comte-Robert, mai exact pe strada Coq Gaulois. În uzina din Brie au fost produse 395 de vehicule. O stradă din comună a fost numită Rue Chappe-Gessalin, în omagiu adus companiei.

## Populația și societatea

### Date demografice
Evoluția numărului de locuitori este cunoscută prin recensămintele populației efectuate în comuna respectivă începând din 1793. Pentru comunele cu mai puțin de 10 000 de locuitori, un recensământ al întregii populații este realizat la fiecare cinci ani, populațiile legale pentru anii intermediari fiind estimate prin interpolare sau extrapolare.
În 2021, comuna număra 19213 locuitori, în creștere cu +15,5 % față de 2015 (Seine-et-Marne: +3,45 %, Franța fără Mayotte: +1,84%).
| An        | 1793 | 1821 | 1841 | 1856 | 1876 | 1886 | 1901 | 1921 | 1936 | 1962 | 1982  | 2006  | 2014  | 2021  |
| --------- | ---- | ---- | ---- | ---- | ---- | ---- | ---- | ---- | ---- | ---- | ----- | ----- | ----- | ----- |
| Populație | 2600 | 2687 | 2665 | 2615 | 2770 | 2600 | 2718 | 2522 | 3164 | 4689 | 10347 | 14943 | 16563 | 19213 |

## Cultura și patrimoniul local

### Locuri și monumente

#### Biserica Saint-Étienne

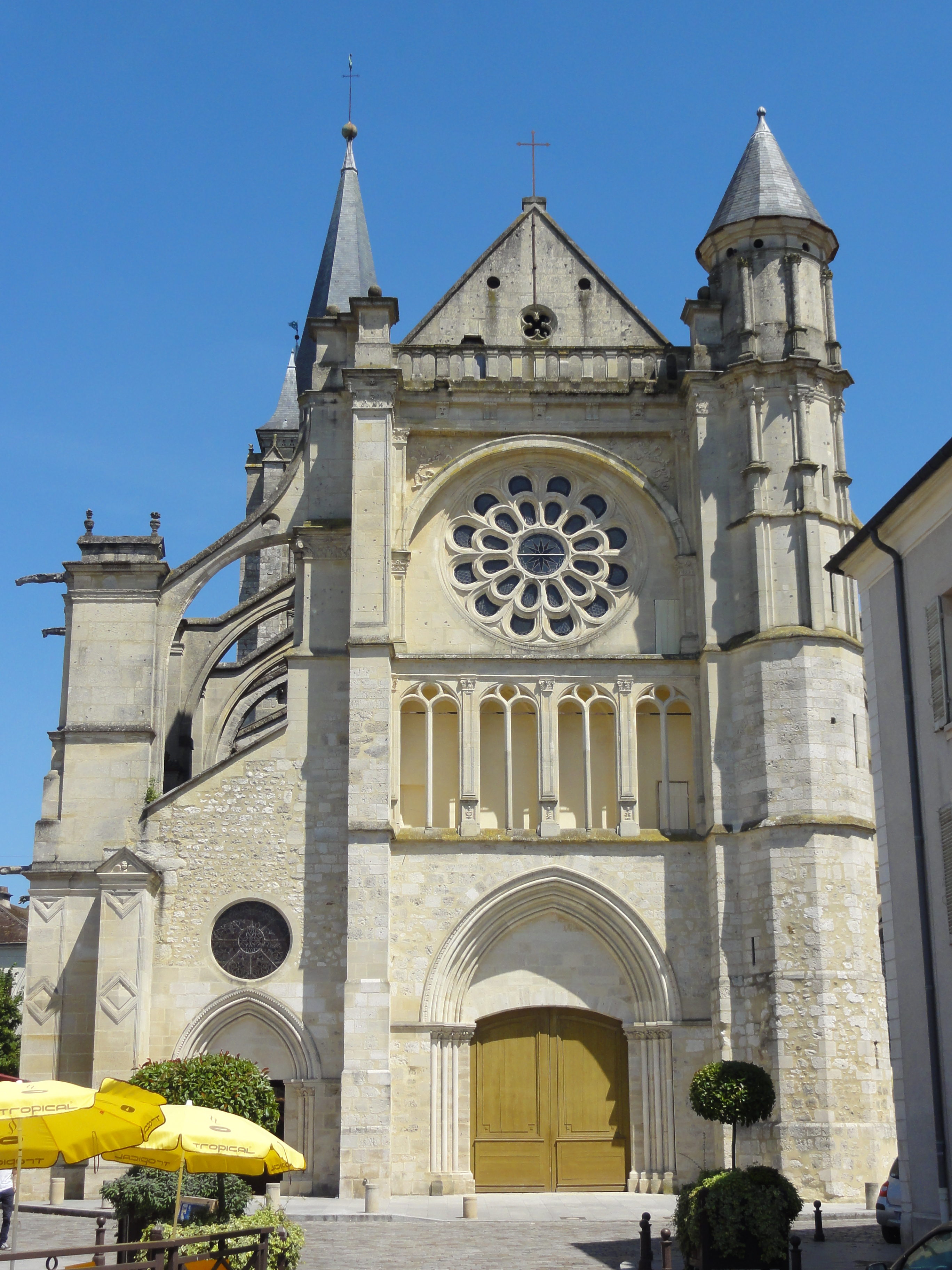
Biserica Saint-Étienne.

- Biserica Saint-Étienne a fost construită în secolul al XIII-lea la cererea lui Robert al II-lea de Dreux și este dedicată Sfântului Ștefan, primul martir al creștinismului[69]. De stil gotic și romantic, biserica are o rozasă din secolul al XIII-lea deasupra corului, superbe sculpturi și lemnării din secolul al XV-lea; la exterior, arcurile ei sunt împodobite cu gargui, iar o turlă completează fațada. Vârful său, care domină orașul, poate fi văzut de la kilometri distanță pe platoul Brie.
- Biserica Saint-Étienne a fost clasată ca monument istoric pe 15 august 1840[70]. În 1886, clerul a luat decizia de a vinde marele bufet de orgă din secolele al XVII-lea și al XVIII-lea.
- La începutul secolului al XX-lea, unele părți ale edificiului erau în stare precară. Printre altele, acoperișul a fost reparat în 1905. După Primul Război Mondial, s-a constituit un comitet franco-american pentru a contribui la restaurarea bisericii Saint-Étienne. La 30 mai 1927, a avut loc prima slujbă în memoria soldaților americani care au murit pentru Franța, în prezența mareșalului Joffre, care a montat o placă comemorativă pe unul dintre stâlpii bisericii, lângă altar[71].

#### Castelul medieval

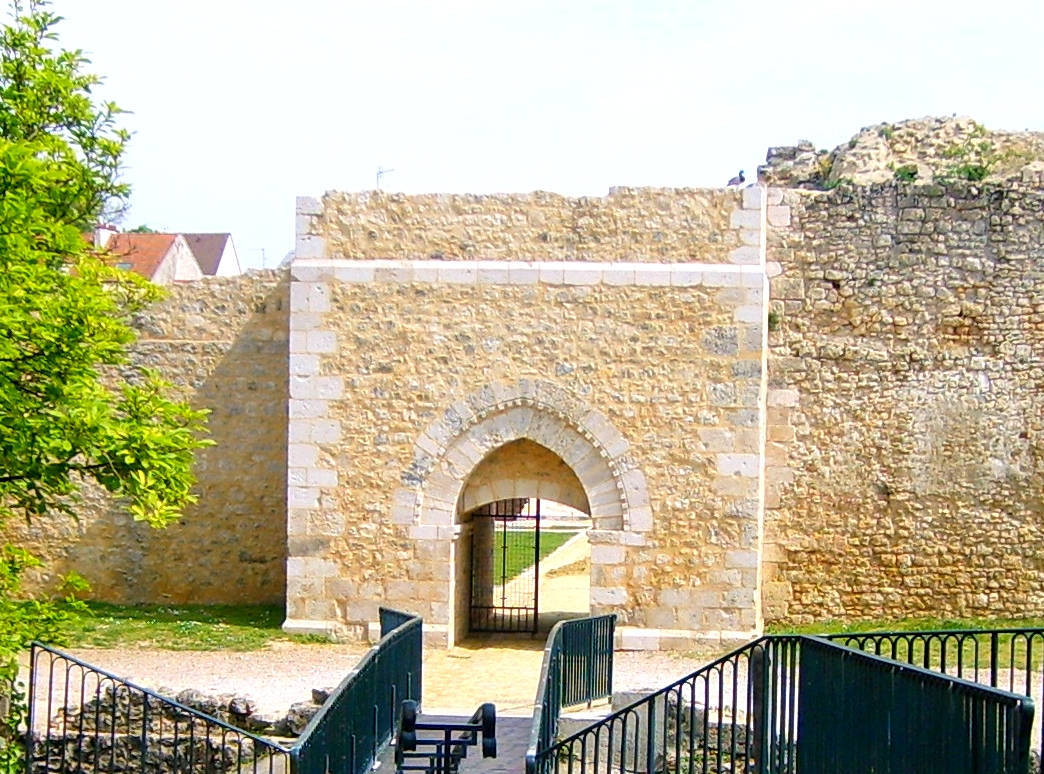
Turnul din Brie, în 2007

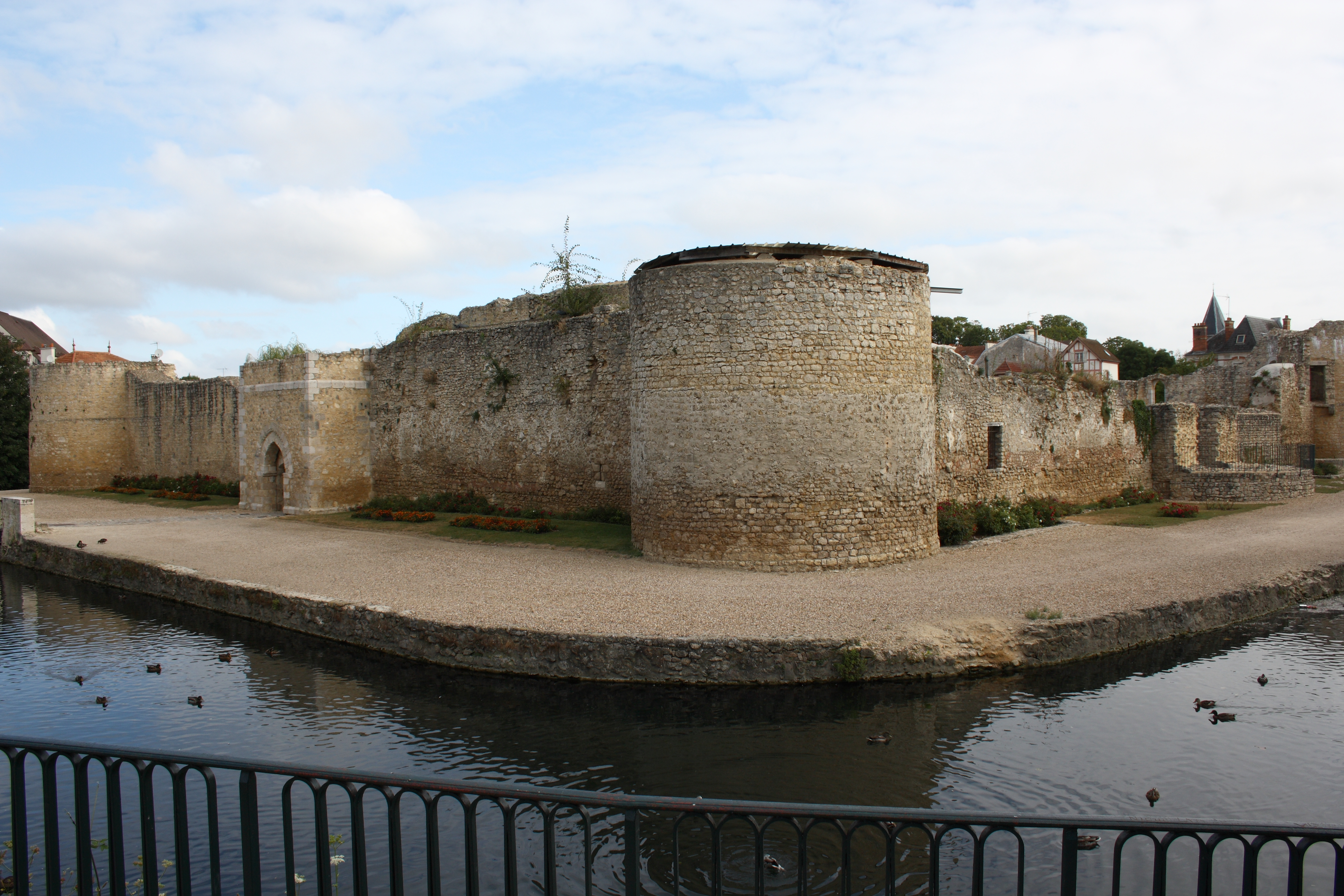
Castelul din Brie-Comte-Robert

- Castelul din Brie-Comte-Robert a fost construit la sfârșitul secolului al XII-lea[72], în timpul în care Robert I de Dreux, fratele regelui Ludovic al VII-lea, era seniorul din Brie. Dovezile arheologice, elementele decorative și tehnicile de construcție utilizate indică o arhitectură specifică acestei perioade de tranziție. Castelul a rămas în familia Dreux până în 1254, după care a trecut în posesia familiei de Châtillon. Prin zestre și moșteniri succesive, castelul a ajuns la Marguerite d'Artois și apoi la fiica sa, Jeanne d'Évreux[73].
- Jeanne d'Évreux, care a moștenit castelania de Brie-Comte-Robert, a devenit soția ultimului rege capetian direct, Carol al IV-lea cel Frumos. La moartea acestuia, în 1328, Jeanne a beneficiat de venituri confortabile (o rentă regală bazată pe numeroase domenii din Brie și Champagne), ceea ce i-a permis să aloce sume importante pentru întreținerea și îmbunătățirea propriilor ei posesiuni, inclusiv a castelului din Brie-Comte-Robert. Ea a efectuat lucrări majore la castel, după cum atestă documentele contabile păstrate în Arhivele Naționale.
- Castelul a devenit o reședință de prestigiu, unde marii nobili ai regatului, în special ducii de Burgundia, nu ezitau să poposească. Aici a avut loc, în 1349, căsătoria dintre Filip al VI-lea de Valois și Blanche d'Évreux-Navarre, nepoata reginei Jeanne. Doamna de Brie a amenajat în mod luxos reședința seniorială, situată de-a lungul curtinelor sud-vest, sud-est și mai ales nord-est. De asemenea, a construit o capelă dedicată sfântului Denis, lipită de turnul Saint-Jean, și a amenajat grădini mari de agrement. Jeanne d'Évreux a murit în castel în 1371, la vârsta de 69 de ani.
- La sfârșitul secolului al XIV-lea, castelul a revenit domeniului regal, apoi a trecut în posesia familiei de Orléans. Comuna a cumpărat castelul în 1803 și l-a vândut zece ani mai târziu, în 1813. În cele din urmă, municipalitatea l-a răscumpărat în 1923. Ruinele castelului au fost clasate ca monument istoric în 1925[74].

#### Hôtel-Dieu

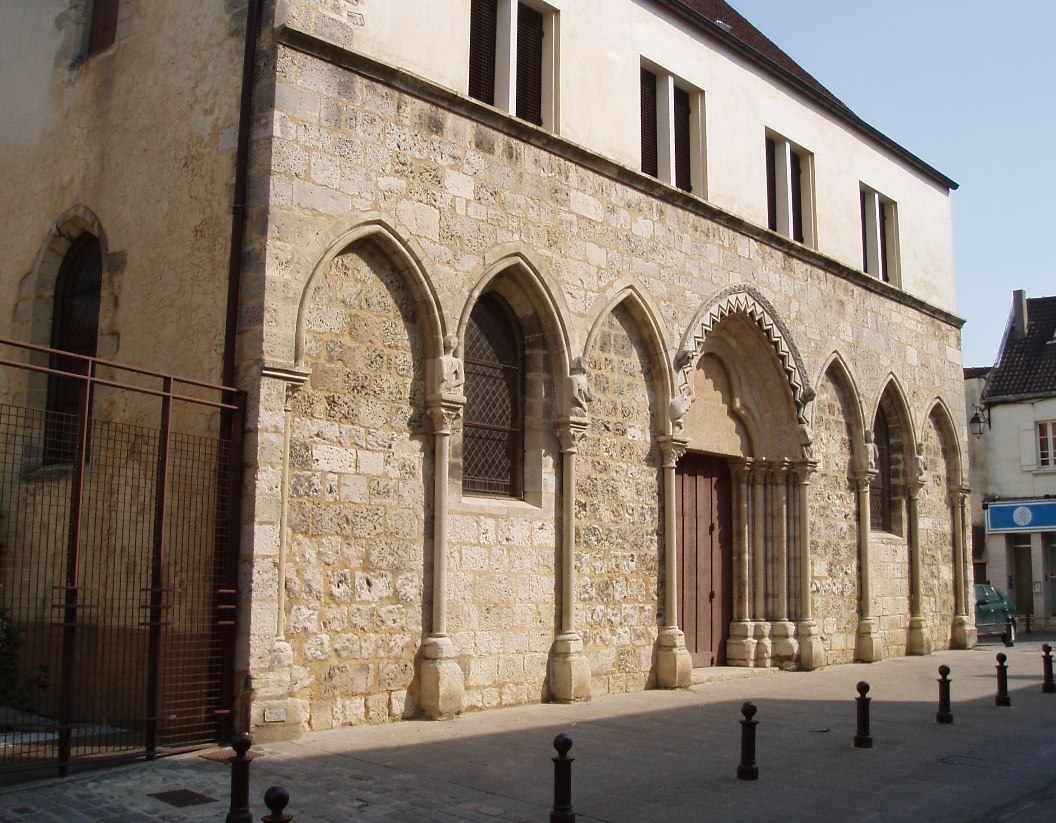
Fațada Hôtel-Dieu

- Acesta era un loc de odihnă pentru negustorii și călătorii care traversau orașul[75], nu un loc destinat îngrijirii bolnavilor[76]. Probabil a fost construit în secolul al XIII-lea de Robert al II-lea de Dreux[75], poate în 1208[77]. Hôtel-Dieu era administrat de un grup de persoane caritabile, sub conducerea unui preot. În secolul al XVI-lea, Hôtel-Dieu a fost transformat într-o capelă dedicată sfântului Eloi. În această clădire se află două pietre funerare: prima este a Antoinettei du Tertre, care a fost soră la Hôtel-Dieu din Brie între 1515 și 1557, iar a doua este a lui Agnès de Lozanne, care a fost soră între 1557 și 1566[78].
- Fațada de la parterul clădirii era compusă dintr-o poartă mare, precum și din șase arcuri frânte sprijinite pe coloane cu capiteluri. În plus, timpanul central era decorat cu figuri umane, adăugând o notă artistică și simbolică construcției.
- Primul etaj al clădirii era compus din trei sau patru ferestre geminate (în funcție de documentele din acea perioadă). Clădirea și-a pierdut bolțile în 1831[75]. În 1840, clădirea a devenit o școală de fete, dar zece ani mai târziu, în 1850, edificiul a fost transformat într-o capelă dedicată sfintei Justina[79]. Hôtel-Dieu, fondat de Robert II de Dreux, a fost din nou utilizat ca spital în timpul Primului Război Mondial. Clădirea a fost folosită ca sală de expoziții din 1995, după renovare, iar un al doilea etaj a fost reconstruit, respectând fațada în stil gotic[80].
- L'hôtel-Dieu de Brie-Comte-Robert este înfrumusețat de o mică grădină de tip medieval, unde au fost plantate ierburi aromatice și medicinale. Clădirea a fost clasată ca monument istoric în 1840[81]. Un al doilea hôtel-Dieu a fost deschis în secolul al XVII-lea, fiind situat în actualul spital local din Brie-Comte-Robert. În prezent, acesta este utilizat de o asociație de luptă împotriva cancerului din Seine-et-Marne.

#### Biserica și Mănăstirea Minimiților

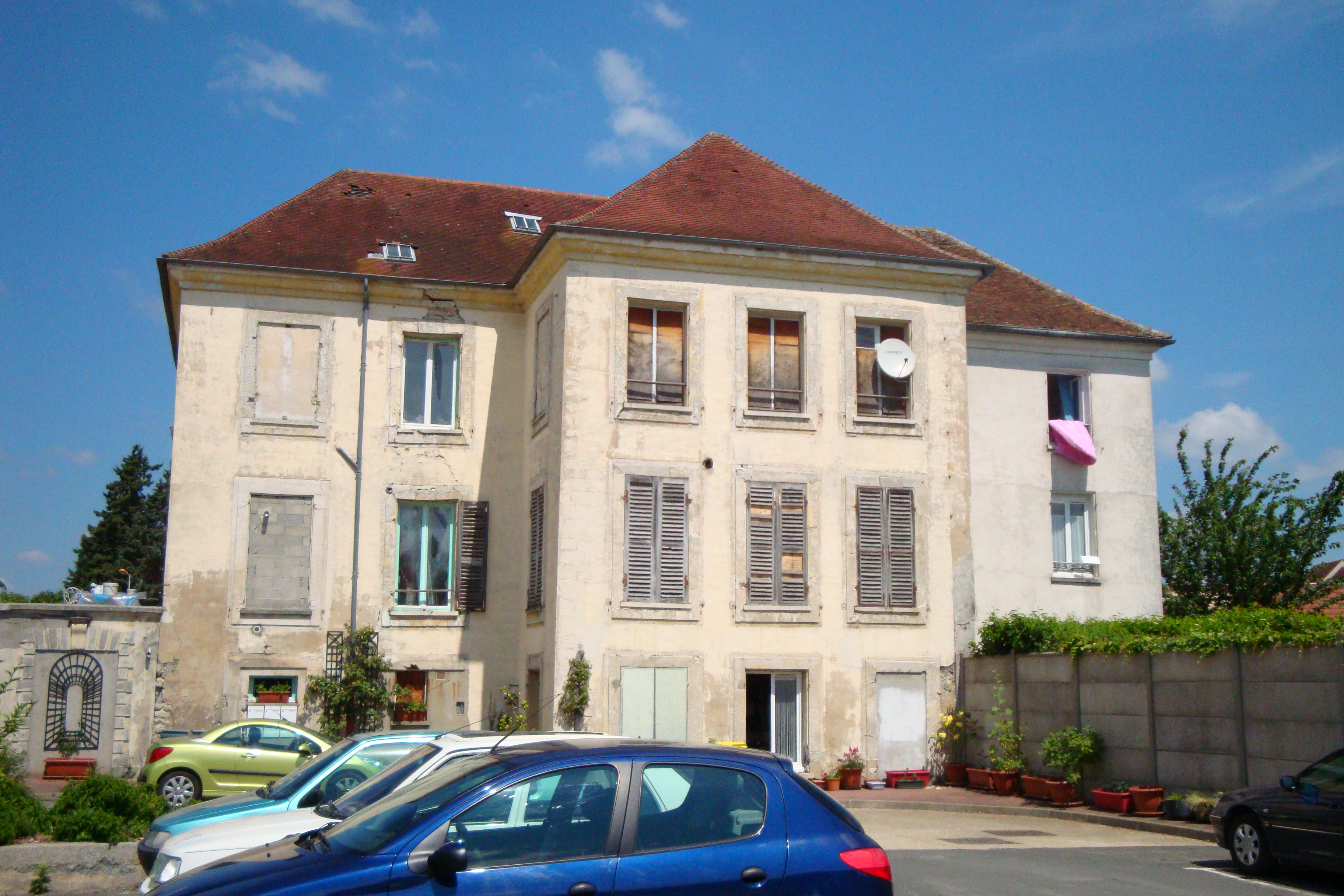
Fosta biserică a mănăstirii.

- Fosta biserică și mănăstirea Minimiților erau situate în centrul comunei, mai exact pe Place Stadtbergen, la marginea bulevardului des Bienfaîtes și a Place des Minimes (anterior Place des Bienfaîtes). Mănăstirea a fost fondată în 1647, la cererea marchizului Nicolas de L'Hospital, pe terenurile călugărilor de la Saint-Denis[82]. Astăzi, clădirea fostei biserici a Minimiților, cu un plan în formă de cruce latină, este încă în picioare[83]. Clădirea a fost remodelată și transformată într-o casă burgheză. Întregul ansamblu a fost construit în secolul al XVII-lea, însă preluarea mănăstirii a fost amânată din cauza tulburărilor legate de Frondă.
- O parte a edificiului a fost cumpărată de municipalitate în 1960, iar primul etaj a fost transformat într-o sală de expoziții. Ulterior, sala de expoziții a fost mutată la Hôtel-Dieu. În prezent, clădirea este împărțită în două părți: prima parte este ocupată de locuințe sociale, iar a doua parte este destinată locuințelor private.
- În fostele grădini și în vechiul parc al Minimiților, în 1970 a fost construită o sală polivalentă, care a devenit ulterior sală de festivități[84]. Aceasta a fost distrusă într-un incendiu criminal în 2003. În prezent, pe locul fostei săli de festivități și al unei vechi mari proprietăți se află un mare parc auto și intrarea în grădina des Bienfaîtes[85].

#### Castelul Vaudoy
- Castelul Vaudoy era situat pe fosta stradă Corbeilloise (astăzi, rue Paul-Savary), iar parcul său era amenajat în stil baroc, cu mari alei drepte, un mic bazin, grădini întinse și o mare grădină de legume, precum și mai multe clădiri anexe care făceau parte din proprietatea castelului. Întregul domeniu este astăzi delimitat de străzile Paul-Savary, du Tour-du-Parc, avenue Thiers, avenue Beau și bulevardul Jean-Jaurès. Grădinile ocupau întreaga actuală place des Fêtes[86]. Chiar înainte de Revoluție, castelul a fost reședința Annei de Balbi, care a fost înregistrată ca emigrantă[n 21] pe 4 martie 1793 de către municipalitatea din Brie-Comte-Robert.
- Castelul Vaudoy a fost vândut ca bun al unui emigrant și a fost demolat, iar marele parc a fost împărțit în mai multe parcele. Pe aceste terenuri au fost construite străzi. Pe actuala rue Paul-Savary se pot încă observa pilaștrii din cărămidă care marchează intrarea în anexele fostului domeniu. Sub actuala place des Fêtes s-ar putea descoperi pivnițele și fundațiile fostului castel Vaudoy[87].

#### Fosta gară
- Până în 2009, gara feroviară din Brie a rămas nefolosită de la închiderea sa în 1939, devenind ulterior subiectul unui program experimental de restaurare axat pe dezvoltarea durabilă și economiile de energie[88][89]. Începând cu începutul anului 2013, fosta gară găzduiește sediul comunității de comune Orée de la Brie.

#### Primăria
- Înainte de 1786, primăria era situată în Place du marché, la numărul 20. La acea vreme, clădirea găzduia și adunarea municipală, sediul tribunalului, procurorul regelui, precum și închisoarea regală. Pe 19 noiembrie 1786, adunarea municipală a achiziționat pentru 7.600 de livre o casă burgheză în Place Royale (actuala Place des Déportés)[90]. Noua clădire nu a găzduit doar casa comunală și cazarma, ci, de-a lungul timpului, aici au fost instalate și justiția de pace, precum și un post de gardă al poliției.
- Clădirea a găzduit primăria până în 1942 și stația de pompieri până în 1986. Clădirea și-a păstrat treptele principale, precum și ferestrele în stil renascentist cu montant. Clădirea servește în prezent ca sală de expoziție și birouri pentru mediateca.
- Primăria din Brie-Comte-Robert se află, din 1942, la colțul străzilor rue de Verdun și rue du Général Leclerc.

Diferitele primării de-a lungul timpului.
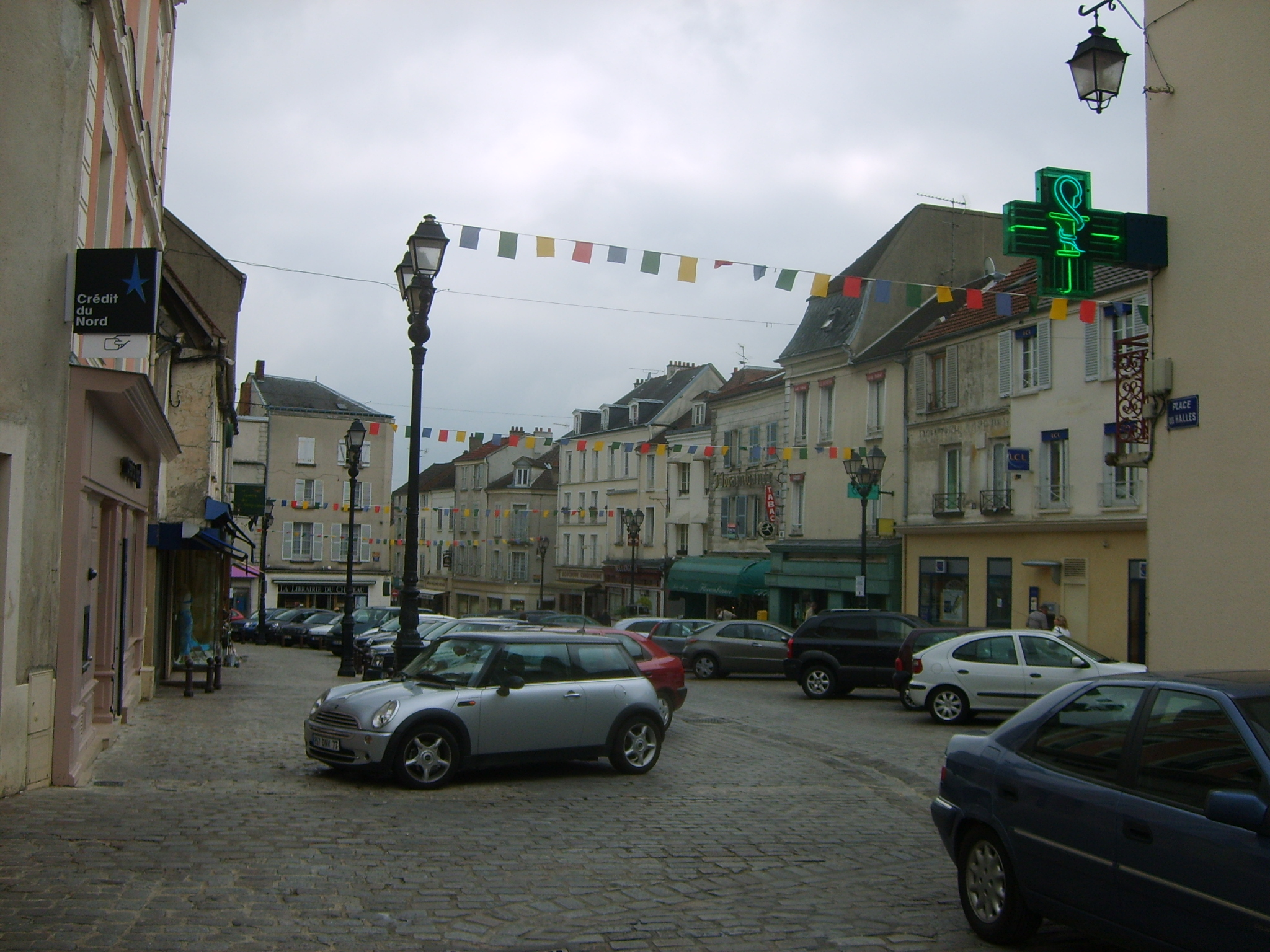
Fosta primărie este prima clădire din stânga.
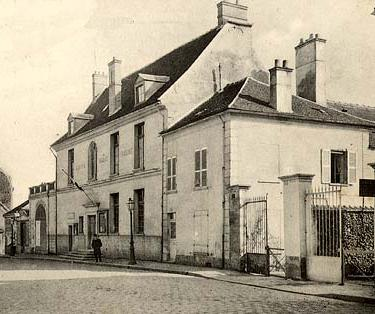
Fosta Primărie și cazarma pompierilor.
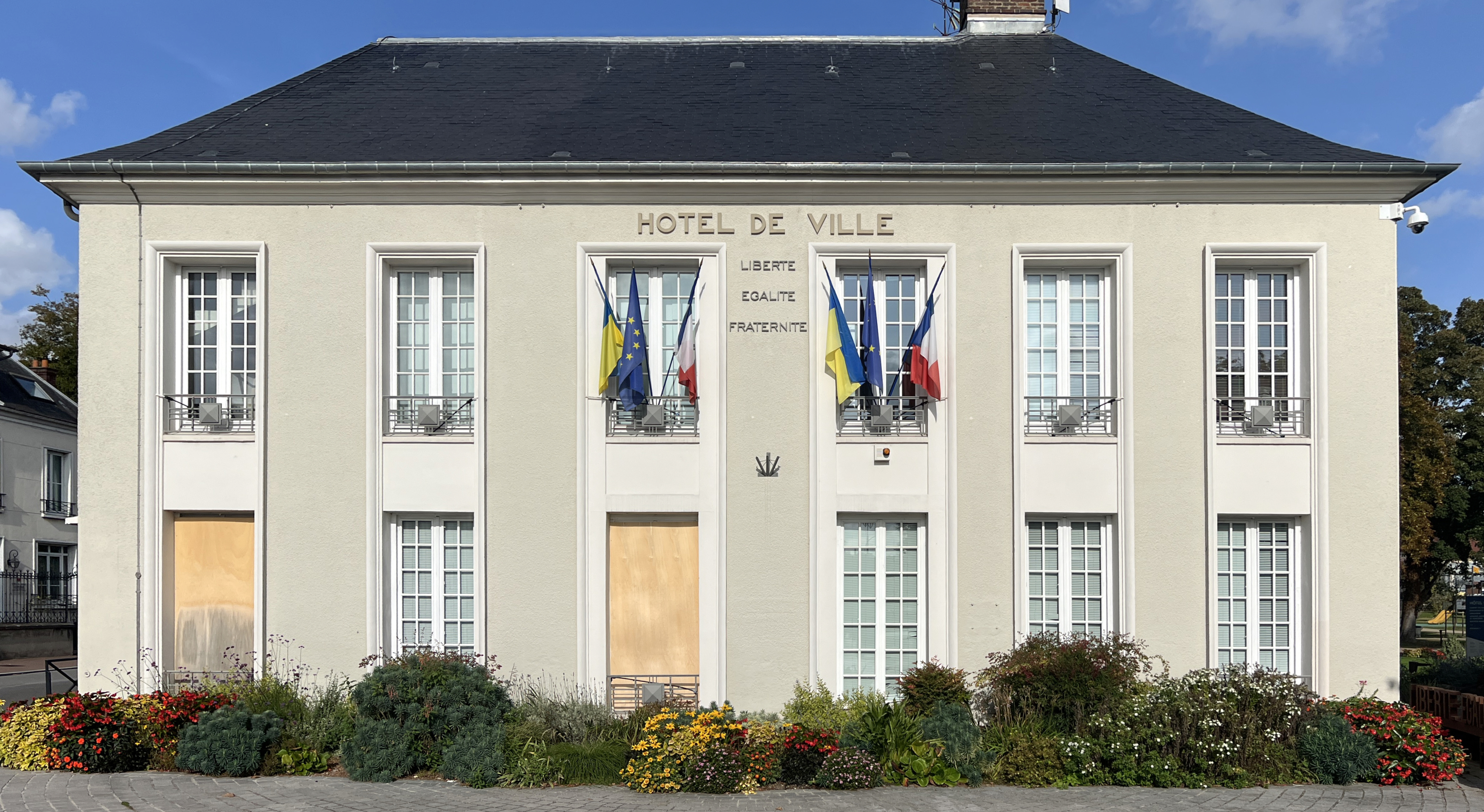
Clădirea actualei primării.

### Patrimuniul natural

#### Parcul François-Mitterrand

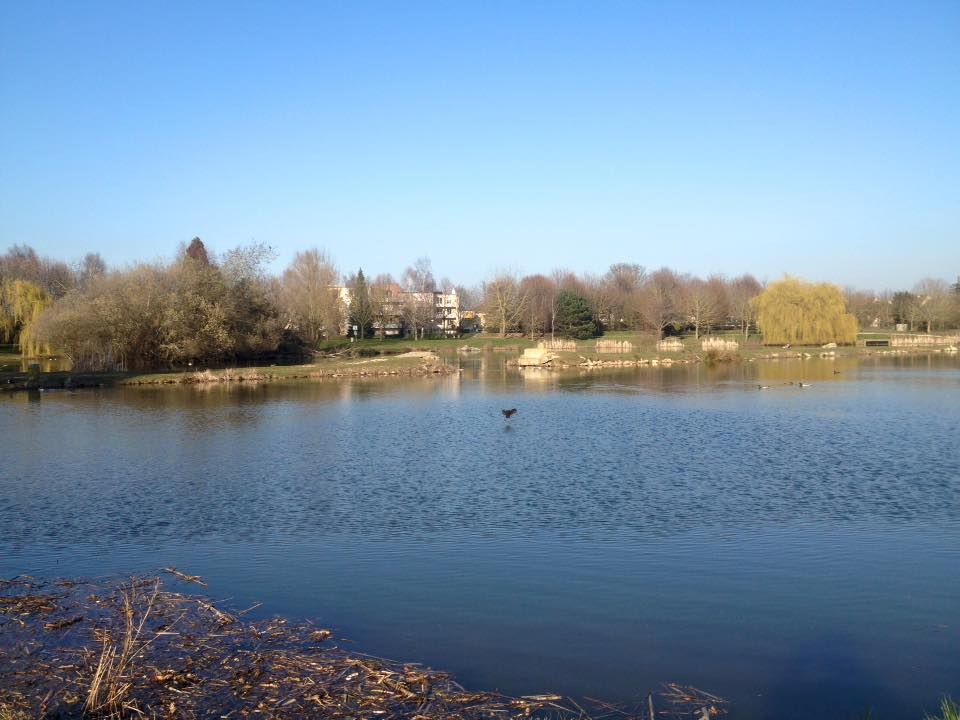
Lacul din parcul François-Mitterrand în 2016.

- Parcul François-Mitterrand este un parc vast situat la marginea comunei, la cinci minute de centrul orașului, în spatele liceului Blaise-Pascal. În trecut, pe locul părții împădurite se afla o exploatare de nisip[13]. Cu o suprafață de 25 de hectare de verdeață, parcul reprezintă jumătate din spațiile verzi ale localității Brie-Comte-Robert. Parcul include un lac, o zonă împădurită, un teren de fotbal și un teren de petanque. Este unul dintre locurile preferate pentru plimbări de către locuitorii orașului, care pot practica acolo ciclism montan, jogging și plimbări. Pescuitul este permis și reglementat, iar asociația La Pêche Briarde se ocupă de gestionarea lacului.
- Până în 2014, în Brie-Comte-Robert era organizat un eveniment de-a lungul unui întreg weekend: Festivalul european Les 24 heures du cerf-volant. În 2008, festivalul a prezentat o ediție specială North Shore Radical pentru a promova zmeul american. Programul weekendului includea prezentări și demonstrații ale delegațiilor străine, demonstrații ale echipelor, lupte de Rokkaku[n 22], zmeie indiene și chiar un stand de fabricare a zmeielor pentru copii. Festivalul se încheia cu o ploaie de bomboane, oferită participanților[91].

#### Chemin des Roses
- Chemin des Roses (anterior numit Chemin Vert) este un drum de pământ lung de peste 16 km, care leagă comuna Servon de Yèbles, trecând prin Brie-Comte-Robert, Grisy-Suisnes, Coubert, Solers și Soignolles-en-Brie. De-a lungul traseului, pot fi întâlnite mai multe specii de arbori, inclusiv stejar, mimosa și tei.
- Chemin des Roses a fost creat pe fosta linie feroviară care lega gara Paris-Bastille de Verneuil-l'Étang, cunoscută sub numele de linia Vincennes. Serviciul de transport de pasageri s-a oprit în 1953, iar cel de mărfuri în 1970[92]. Parcela dintre Brie-Comte-Robert și Coubert a fost achiziționată de Sindicatul Intercomunal Chemin des Roses, care a inaugurat în 1993 un traseu de 10 kilometri[93]. În 2002, Consiliul General al Seine-et-Marne a decis să cumpere anumite terenuri pentru a crea acest spațiu natural sensibil[94].

### Personalități
- Eudes Rigaud (1210-1275), arhiepiscop de Rouen, s-a născut la Brie-Comte-Robert.
- Jeanne d'Évreux (1310-1371), regina Franței, a murit la Brie-Comte-Robert.
- Jean Nicot (1530-1600), cunoscut pentru introducerea tutunului în Franța, a fost și preot la Brie-Comte-Robert.
- Serghei Vinogradski (1856-1953), microbiolog ucrainean, a murit la Brie-Comte-Robert.
- Gabriel Gobin (1903-1998), actor belgian, a murit la Brie-Comte-Robert.

Personalități legate de Brie-Comte-Robert.
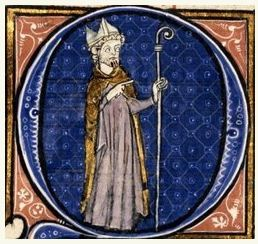
Eudes Rigaud.
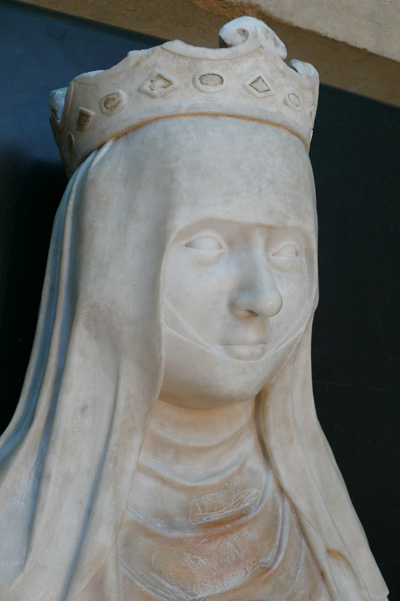
Jeanne d'Évreux.
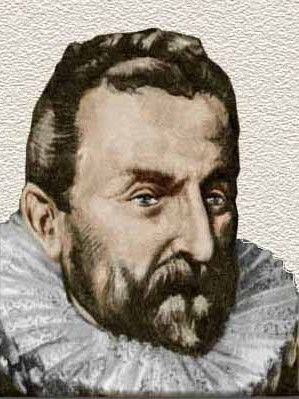
Jean Nicot.
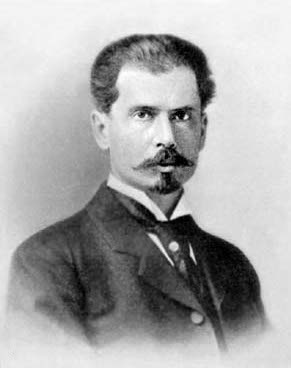
Serghei Vinogradski.
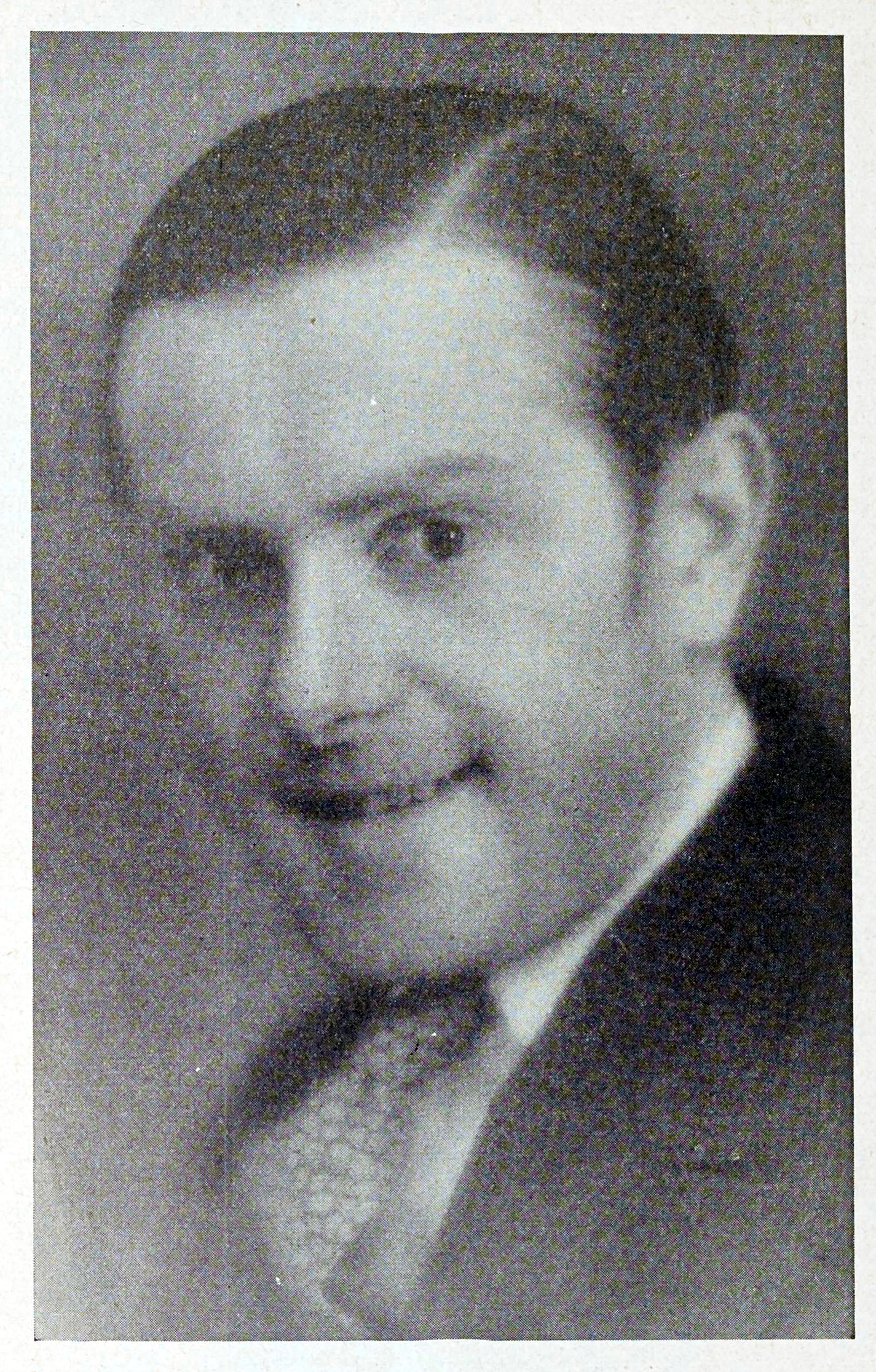
Gabriel Gobin.

## Înfrățiri
- Germania – Olbernhau - din 1985
- Germania – Stadtbergen - din 1987
- Italia – Bagnolo Mella - din 2000
- Cehia – Litvínov - din 2011